# Elezioni amministrative in Italia del 1993
Le elezioni amministrative in Italia del 1993 si sono tenute il 6 giugno (con ballottaggio il 20 giugno) e il 21 novembre (con ballottaggio il 5 dicembre). Furono le prime consultazioni per l'elezione diretta del sindaco o del Presidente della Provincia, introducendo a livello locale il modello semipresidenzialista.
A corollario dell’elezione democratica dei capi ente, si decise la modifica del sistema elettorale, assegnando un premio dei tre quinti dei seggi alla coalizione vincitrice delle elezioni sia comunali che provinciali. Anche nei comuni minori, la cui soglia venne drasticamente innalzata a 15.000 abitanti, si introdusse per la prima volta il vincolo di gruppo seppur tramite liste civiche, ma con un premio dei due terzi e una votazione in turno singolo. Diminuì in generale il numero dei consiglieri, dato che separando le loro cariche dagli assessori, le giunte vennero in pratica scorporate dai consigli.
Fu complicato stabilire, in base ai risultati di queste elezioni, una gerarchia dei partiti, dal momento che troppe erano le etichette d'occasione appiccicate a coalizioni che sostenevano i vari candidati. A livello generale, nel primo turno delle elezioni di giugno si constatò il successo della Lega Nord nell'Italia settentrionale (con circa il 40% dei voti a Milano), mentre PDS e PRC erano stabili (persero meno voti rispetto ai democristiani) e il PSI praticamente sparì (nel capoluogo lombardo, dove per un secolo era stato protagonista della vita pubblica, non riuscì a eleggere nemmeno un consigliere comunale). Nel resto d'Italia gli ex comunisti ottennero diversi consensi, grazie al fatto che erano abbastanza abili nel fare alleanze, mentre le liste di centro non superarono il primo turno anche a causa delle loro divisioni interne. Proprio l'elettorato centrista diventò decisivo nei ballottaggi, sia dove la lotta fu tra Lega Nord e la coalizione di sinistra, sia dove erano in corsa due candidati di sinistra (come a Torino, dove i leghisti avevano mancato il ballottaggio per 5.013 voti).
La tornata autunnale confermò il successo della coalizione di sinistra (vittoriosa a Genova, Roma, Napoli, Palermo, Trieste e Venezia), mentre dove era assente la Lega Nord (nell'Italia centrale e meridionale) ebbe molto successo il MSI. La destra missina ottenne molti consensi poiché era uno dei pochi partiti non coinvolti nell'inchiesta Mani pulite e poiché nello sfaldamento del centro, in particolare della DC, gran parte degli elettori moderati ritenne la formazione di estrema destra preferibile rispetto alle sinistre. Nelle grandi città furono eletti sindaci personalità estranee ai partiti (a Genova vinse un magistrato, a Trieste un imprenditore e a Venezia un filosofo) oppure politici che non erano mai stati al governo (come a Roma e a Napoli). Significativo fu il successo di Leoluca Orlando, candidato a Palermo che vinse con il 75% dei voti al primo turno.
Nei comuni capoluogo si ebbero 17 successi di alleanze basate sul PDS e una sul PSI, 3 i successi di riformatori o pattisti, 8 le vittorie della Lega Nord, un successo di destra locale e 2 dell’MSI, partito che ebbe altri due sindaci in condizioni di anatra zoppa.
Nelle province furono 4 le vittorie di alleanze basate sul PDS, 4 le vittorie della Lega Nord e una la provincia andata ad un partito locale.

## Elezioni comunali del febbraio 1993

### Isernia
- Le elezioni, inizialmente fissate per il 13 dicembre 1992, furono rinviate al 7 febbraio 1993 per un ricorso al TAR del movimento La Rete, la cui lista era stata esclusa per l'incompleta documentazione presentata da sette dei suoi quindici candidati.

| Liste                                          | Voti | %     | Seggi |
| ---------------------------------------------- | ---- | ----- | ----- |
| Insieme per Isernia (PDS, PSI, PSDI, PRI, PLI) |      | 45,00 | 19    |
| Democrazia Cristiana                           |      | 38,94 | 16    |
| Movimento Sociale Italiano - Destra Nazionale  |      | 7,01  | 2     |
| Quartieri di Isernia - Vogliamo Vivere         |      | 5,85  | 2     |
| Partito della Rifondazione Comunista           |      | 2,62  | 1     |
| Lega Nord                                      |      | 0,55  | -     |
| Altri                                          |      | 0,03  | -     |
| Totale                                         |      | 100   | 40    |

## Elezioni comunali del giugno 1993

### Piemonte

#### Torino
| Candidati                      | Candidati                           | II turno                            | II turno                            | I turno | I turno | Liste                                  | Voti    | %     | Seggi |
| Candidati                      | Candidati                           | Voti                                | %                                   | Voti    | %       | Liste                                  | Voti    | %     | Seggi |
| ------------------------------ | ----------------------------------- | ----------------------------------- | ----------------------------------- | ------- | ------- | -------------------------------------- | ------- | ----- | ----- |
|                                | Valentino Castellani ✔️ Sindaco     | 280 092                             | 57,32                               | 122 423 | 20,33   | Partito Democratico della Sinistra     | 41 553  | 9,53  | 14    |
| Alleanza per Torino            | Valentino Castellani ✔️ Sindaco     | 280 092                             | 57,32                               | 122 423 | 20,33   | 31 366                                 | 7,20    | 10    |       |
| Federazione dei Verdi          | Valentino Castellani ✔️ Sindaco     | 280 092                             | 57,32                               | 122 423 | 20,33   | 18 034                                 | 4,14    | 6     |       |
|                                | Diego Novelli eletto consigliere    | 208 596                             | 42,68                               | 217 506 | 36,12   | Rifondazione Comunista                 | 63 842  | 14,65 | 4     |
| La Rete                        | Diego Novelli eletto consigliere    | 208 596                             | 42,68                               | 217 506 | 36,12   | 30 890                                 | 7,09    | 2     |       |
| Alleanza Verde per Torino      | Diego Novelli eletto consigliere    | 208 596                             | 42,68                               | 217 506 | 36,12   | 15 034                                 | 3,45    | 1     |       |
| Partito Pensionati             | Diego Novelli eletto consigliere    | 208 596                             | 42,68                               | 217 506 | 36,12   | 5 890                                  | 1,35    | –     |       |
| Seggio di coalizione           | Seggio di coalizione                | Seggio di coalizione                | 42,68                               | 217 506 | 36,12   | 1                                      |         |       |       |
|                                | Domenico Comino eletto consigliere  | Domenico Comino eletto consigliere  | Domenico Comino eletto consigliere  | 117 410 | 19,50   | Lega Nord                              | 102 045 | 23,41 | 6     |
| Seggio di coalizione           | Seggio di coalizione                | Seggio di coalizione                | Domenico Comino eletto consigliere  | 117 410 | 19,50   | 1                                      |         |       |       |
|                                | Giovanni Zanetti eletto consigliere | Giovanni Zanetti eletto consigliere | Giovanni Zanetti eletto consigliere | 79 050  | 13,13   | Democrazia Cristiana                   | 54 230  | 12,44 | 3     |
| Torino Liberale                | Giovanni Zanetti eletto consigliere | Giovanni Zanetti eletto consigliere | Giovanni Zanetti eletto consigliere | 79 050  | 13,13   | 11 697                                 | 2,68    | –     |       |
| Seggio di coalizione           | Seggio di coalizione                | Seggio di coalizione                | Giovanni Zanetti eletto consigliere | 79 050  | 13,13   | 1                                      |         |       |       |
|                                | Ugo Martinat                        | Ugo Martinat                        | Ugo Martinat                        | 27 798  | 4,62    | Movimento Sociale Italiano             | 25 555  | 5,86  | –     |
| Seggio di coalizione           | Seggio di coalizione                | Seggio di coalizione                | Ugo Martinat                        | 27 798  | 4,62    | 1                                      |         |       |       |
|                                | Maurizio Lupi                       | Maurizio Lupi                       | Maurizio Lupi                       | 11 413  | 1,90    | Lega Vento del Nord                    | 4 222   | 0,97  | –     |
| Verdi Verdi                    | Maurizio Lupi                       | Maurizio Lupi                       | Maurizio Lupi                       | 11 413  | 1,90    | 3 196                                  | 0,73    | –     |       |
| W le donne - Lista delle Donne | Maurizio Lupi                       | Maurizio Lupi                       | Maurizio Lupi                       | 11 413  | 1,90    | 1 075                                  | 0,25    | –     |       |
| Pensionati Uniti               | Maurizio Lupi                       | Maurizio Lupi                       | Maurizio Lupi                       | 11 413  | 1,90    | 760                                    | 0,17    | –     |       |
|                                | Marziano Marzano                    | Marziano Marzano                    | Marziano Marzano                    | 10 460  | 1,74    | Unità Socialista per Torino (PSI-PSDI) | 11 676  | 2,68  | –     |
|                                | Claudio Pioli                       | Claudio Pioli                       | Claudio Pioli                       | 10 131  | 1,68    | Lega per Torino                        | 9 232   | 2,12  | –     |
|                                | Giuseppe Giacomo Zingaro            | Giuseppe Giacomo Zingaro            | Giuseppe Giacomo Zingaro            | 3 440   | 0,57    | Lega Pensionati Insieme                | 3 131   | 0,72  | –     |
|                                | Roberto Viticci Righini             | Roberto Viticci Righini             | Roberto Viticci Righini             | 2 570   | 0,43    | Alleanza Nazionale Monarchica          | 2 387   | 0,55  | –     |
| Totale                         | Totale                              | 488 688                             | 100                                 | 602 201 | 100     |                                        | 435 815 | 100   | 50    |
|                                |                                     |                                     |                                     |         |         |                                        |         |       |       |
| Fonte: Ministero dell'interno  |                                     |                                     |                                     |         |         |                                        |         |       |       |

#### Novara
| Candidati                            | Candidati                | II turno             | II turno        | I turno | I turno | Liste                                         | Voti   | %     | Seggi |
| Candidati                            | Candidati                | Voti                 | %               | Voti    | %       | Liste                                         | Voti   | %     | Seggi |
| ------------------------------------ | ------------------------ | -------------------- | --------------- | ------- | ------- | --------------------------------------------- | ------ | ----- | ----- |
|                                      | Sergio Merusi ✔️ Sindaco | 31 392               | 51,62           | 17 684  | 25,73   | Lega Nord                                     | 15 232 | 26,74 | 24    |
|                                      | Fernando Cardinali       | 29 426               | 48,38           | 22 375  | 32,56   | Partito Democratico della Sinistra            | 6 044  | 10,61 | 2     |
| Alleanza Democratica                 | Fernando Cardinali       | 29 426               | 48,38           | 22 375  | 32,56   | 5 427                                         | 9,53   | 2     |       |
| Federazione dei Verdi                | Fernando Cardinali       | 29 426               | 48,38           | 22 375  | 32,56   | 3 079                                         | 5,41   | 1     |       |
| Partito della Rifondazione Comunista | Fernando Cardinali       | 29 426               | 48,38           | 22 375  | 32,56   | 2 470                                         | 4,34   | 1     |       |
| La Rete                              | Fernando Cardinali       | 29 426               | 48,38           | 22 375  | 32,56   | 1 135                                         | 1,99   | –     |       |
| Seggio di coalizione                 | Seggio di coalizione     | Seggio di coalizione | 48,38           | 22 375  | 32,56   | 1                                             |        |       |       |
|                                      | Edoardo Ferlito          | Edoardo Ferlito      | Edoardo Ferlito | 12 936  | 18,82   | Democrazia Cristiana                          | 9 990  | 17,54 | 3     |
| Lista per Novara                     | Edoardo Ferlito          | Edoardo Ferlito      | Edoardo Ferlito | 12 936  | 18,82   | 2 708                                         | 4,75   | 1     |       |
| Seggio di coalizione                 | Seggio di coalizione     | Seggio di coalizione | Edoardo Ferlito | 12 936  | 18,82   | 1                                             |        |       |       |
|                                      | Antonio Malerba          | Antonio Malerba      | Antonio Malerba | 12 429  | 18,09   | Socialismo Novarese                           | 5 064  | 8,89  | 1     |
| Lista Civica                         | Antonio Malerba          | Antonio Malerba      | Antonio Malerba | 12 429  | 18,09   | 3 023                                         | 5,31   | 1     |       |
| Seggio di coalizione                 | Seggio di coalizione     | Seggio di coalizione | Antonio Malerba | 12 429  | 18,09   | 1                                             |        |       |       |
|                                      | Gianni Mancuso           | Gianni Mancuso       | Gianni Mancuso  | 3 300   | 4,80    | Movimento Sociale Italiano - Destra Nazionale | 2 785  | 4,89  | –     |
| Seggio di coalizione                 | Seggio di coalizione     | Seggio di coalizione | Gianni Mancuso  | 3 300   | 4,80    | 1                                             |        |       |       |
| Totale                               | Totale                   | 60 818               | 100             | 68 724  | 100     |                                               | 56 957 | 100   | 40    |
|                                      |                          |                      |                 |         |         |                                               |        |       |       |
| Fonte: Ministero dell'interno        |                          |                      |                 |         |         |                                               |        |       |       |

#### Vercelli
| Candidati                     | Candidati                            | II turno             | II turno           | I turno | I turno | Liste                                         | Voti   | %     | Seggi |
| Candidati                     | Candidati                            | Voti                 | %                  | Voti    | %       | Liste                                         | Voti   | %     | Seggi |
| ----------------------------- | ------------------------------------ | -------------------- | ------------------ | ------- | ------- | --------------------------------------------- | ------ | ----- | ----- |
|                               | Mietta Baracchi Bavagnoli ✔️ Sindaco | 16 926               | 56,62              | 9 100   | 26,16   | Lega Nord                                     | 8 863  | 26,96 | 24    |
|                               | Giorgio Gaietta                      | 12 967               | 43,38              | 4 837   | 13,90   | Partito Democratico della Sinistra            | 4 609  | 14,02 | 3     |
| Seggio di coalizione          | Seggio di coalizione                 | Seggio di coalizione | 43,38              | 4 837   | 13,90   | 1                                             |        |       |       |
|                               | Carla Sala Pollero                   | Carla Sala Pollero   | Carla Sala Pollero | 4 045   | 11,63   | Democratici per Vercelli                      | 3 889  | 11,83 | 2     |
| Seggio di coalizione          | Seggio di coalizione                 | Seggio di coalizione | Carla Sala Pollero | 4 045   | 11,63   | 1                                             |        |       |       |
|                               | Francesco Radaelli                   | Francesco Radaelli   | Francesco Radaelli | 3 396   | 9,76    | Alleanza Popolare - Mani Pulite               | 3 119  | 9,49  | 1     |
| Seggio di coalizione          | Seggio di coalizione                 | Seggio di coalizione | Francesco Radaelli | 3 396   | 9,76    | 1                                             |        |       |       |
|                               | Dario Roasio                         | Dario Roasio         | Dario Roasio       | 3 238   | 9,31    | Partito della Rifondazione Comunista          | 2 762  | 8,40  | 1     |
| Seggio di coalizione          | Seggio di coalizione                 | Seggio di coalizione | Dario Roasio       | 3 238   | 9,31    | 1                                             |        |       |       |
|                               | Carlo Boggio                         | Carlo Boggio         | Carlo Boggio       | 2 491   | 7,16    | Lista per Vercelli                            | 2 129  | 6,48  | –     |
| Seggio di coalizione          | Seggio di coalizione                 | Seggio di coalizione | Carlo Boggio       | 2 491   | 7,16    | 1                                             |        |       |       |
|                               | Mario Ricciardi                      | Mario Ricciardi      | Mario Ricciardi    | 2 007   | 5,77    | Insieme per la Città                          | 2 149  | 6,54  | –     |
| Seggio di coalizione          | Seggio di coalizione                 | Seggio di coalizione | Mario Ricciardi    | 2 007   | 5,77    | 1                                             |        |       |       |
|                               | Bruno Aquilini                       | Bruno Aquilini       | Bruno Aquilini     | 1 946   | 5,59    | Movimento Sociale Italiano - Destra Nazionale | 1 701  | 5,17  | –     |
| Seggio di coalizione          | Seggio di coalizione                 | Seggio di coalizione | Bruno Aquilini     | 1 946   | 5,59    | 1                                             |        |       |       |
|                               | Gabriele Bagnasco                    | Gabriele Bagnasco    | Gabriele Bagnasco  | 1 552   | 4,46    | Federazione dei Verdi (A)                     | 1 422  | 4,33  | –     |
| Seggio di coalizione          | Seggio di coalizione                 | Seggio di coalizione | Gabriele Bagnasco  | 1 552   | 4,46    | 1                                             |        |       |       |
|                               | Giuseppe Cannata                     | Giuseppe Cannata     | Giuseppe Cannata   | 1 312   | 3,77    | Indipendenti per Vercelli                     | 1 232  | 3,75  | –     |
| Seggio di coalizione          | Seggio di coalizione                 | Seggio di coalizione | Giuseppe Cannata   | 1 312   | 3,77    | 1                                             |        |       |       |
|                               | Riccardo Greppi                      | Riccardo Greppi      | Riccardo Greppi    | 863     | 2,48    | Partito Liberale Italiano                     | 999    | 3,04  | –     |
| Totale                        | Totale                               | 29 893               | 100                | 34 787  | 100     |                                               | 32 874 | 100   | 40    |
|                               |                                      |                      |                    |         |         |                                               |        |       |       |
| Fonte: Ministero dell'interno |                                      |                      |                    |         |         |                                               |        |       |       |

### Lombardia

#### Milano
| Candidati                               | Candidati                                 | Voti                        | %     | Liste                                         | Voti    | %     | Seggi |
| --------------------------------------- | ----------------------------------------- | --------------------------- | ----- | --------------------------------------------- | ------- | ----- | ----- |
|                                         | Marco Formentini Accede al ballottaggio   | 346.537                     | 38,82 | Lega Nord                                     | 307.122 | 40,86 | 36    |
|                                         | Nando dalla Chiesa Accede al ballottaggio | 271.294                     | 30,39 | Partito della Rifondazione Comunista          | 85.349  | 11,36 | 6     |
| Partito Democratico della Sinistra      | Nando dalla Chiesa Accede al ballottaggio | 271.294                     | 30,39 | 66.250                                        | 8,81    | 4     |       |
| La Rete                                 | Nando dalla Chiesa Accede al ballottaggio | 271.294                     | 30,39 | 26.884                                        | 3,58    | 1     |       |
| Verdi per Milano                        | Nando dalla Chiesa Accede al ballottaggio | 271.294                     | 30,39 | 23.150                                        | 3,08    | 1     |       |
| Lista per Milano                        | Nando dalla Chiesa Accede al ballottaggio | 271.294                     | 30,39 | 10.683                                        | 1,42    | -     |       |
| Seggio al candidato sindaco             | Seggio al candidato sindaco               | Seggio al candidato sindaco | 30,39 | 1                                             |         |       |       |
|                                         | Piero Bassetti                            | 97.095                      | 10,88 | Democrazia Cristiana                          | 70.881  | 9,43  | 4     |
| Con le Donne per Ricostruire Milano     | Piero Bassetti                            | 97.095                      | 10,88 | 5.145                                         | 0,68    | -     |       |
| Partito Socialista Democratico Italiano | Piero Bassetti                            | 97.095                      | 10,88 | 2.790                                         | 0,37    | -     |       |
| Federalismo                             | Piero Bassetti                            | 97.095                      | 10,88 | 2.311                                         | 0,31    | -     |       |
| Seggio al candidato sindaco             | Seggio al candidato sindaco               | Seggio al candidato sindaco | 10,88 | 1                                             |         |       |       |
|                                         | Adriano Teso                              | 60.121                      | 6,74  | Patto con Milano                              | 51.763  | 6,89  | 3     |
|                                         | Giampiero Borghini                        | 54.856                      | 6,15  | Borghini Fiducia in Milano                    | 28.044  | 3,73  | 1     |
| Socialisti e Riformisti per Milano      | Giampiero Borghini                        | 54.856                      | 6,15  | 12.185                                        | 1,62    | -     |       |
| Seggio al candidato sindaco             | Seggio al candidato sindaco               | Seggio al candidato sindaco | 6,15  | 1                                             |         |       |       |
|                                         | Riccardo De Corato                        | 25.899                      | 2,90  | Movimento Sociale Italiano - Destra Nazionale | 25.205  | 3,35  | 1     |
|                                         | Pier Gianni Prosperini                    | 10.012                      | 1,12  | Lega Alpina Lumbarda                          | 8.677   | 1,15  | -     |
|                                         | Angela Bossi                              | 8.157                       | 0,91  | Alleanza Lombarda Autonomia                   | 7.855   | 1,05  | -     |
|                                         | Tiziana Maiolo                            | 7.485                       | 0,84  | Giustizia Ecologia Libertà                    | 6.214   | 0,83  | -     |
|                                         | Arman Armand                              | 4.586                       | 0,51  | Lega Pensionati - Lista per la Lombardia      | 4.536   | 0,60  | -     |
|                                         | Claudio Stroppa                           | 3.926                       | 0,44  | Pensionati - Lista Stroppa                    | 3.845   | 0,51  | -     |
|                                         | Carlo Fatuzzo                             | 2.616                       | 0,29  | Partito Pensionati                            | 2.716   | 0,39  | -     |
| Totale                                  | Totale                                    | 892.584                     | 100   |                                               | 751.608 | 100   | 60    |

Ballottaggio
| Candidati | Candidati                   | Voti    | %      |
| --------- | --------------------------- | ------- | ------ |
|           | Marco Formentini ✔️ Sindaco | 452.868 | 57,08  |
|           | Nando dalla Chiesa          | 340.553 | 42,92  |
| Totale    | Totale                      | 793.421 | 100,00 |

#### Lecco
| Candidati                     | Candidati                    | II turno             | II turno         | I turno | I turno | Liste                                         | Voti   | %     | Seggi |
| Candidati                     | Candidati                    | Voti                 | %                | Voti    | %       | Liste                                         | Voti   | %     | Seggi |
| ----------------------------- | ---------------------------- | -------------------- | ---------------- | ------- | ------- | --------------------------------------------- | ------ | ----- | ----- |
|                               | Giuseppe Pogliani ✔️ Sindaco | 14 602               | 56,30            | 11 535  | 36,22   | Lega Nord                                     | 10 724 | 37,71 | 24    |
|                               | Rosangela Granata            | 11 332               | 43,70            | 8 571   | 26,91   | Per Lecco (PDS - FdV - La Rete)               | 5 238  | 18,42 | 5     |
| Lista Marco Pannella          | Rosangela Granata            | 11 332               | 43,70            | 8 571   | 26,91   | 919                                           | 3,23   | 1     |       |
| Seggio di coalizione          | Seggio di coalizione         | Seggio di coalizione | 43,70            | 8 571   | 26,91   | 1                                             |        |       |       |
|                               | Mario Magnani                | Mario Magnani        | Mario Magnani    | 6 665   | 20,93   | Democrazia Cristiana                          | 6 846  | 24,07 | 6     |
| Seggio di coalizione          | Seggio di coalizione         | Seggio di coalizione | Mario Magnani    | 6 665   | 20,93   | 1                                             |        |       |       |
|                               | Marco Cariboni               | Marco Cariboni       | Marco Cariboni   | 2 179   | 6,84    | Indipendenti                                  | 1 736  | 6,10  | –     |
| Seggio di coalizione          | Seggio di coalizione         | Seggio di coalizione | Marco Cariboni   | 2 179   | 6,84    | 1                                             |        |       |       |
|                               | Giovanni Manzoni             | Giovanni Manzoni     | Giovanni Manzoni | 1 058   | 3,32    | Partito della Rifondazione Comunista          | 1 068  | 3,76  | –     |
| Seggio di coalizione          | Seggio di coalizione         | Seggio di coalizione | Giovanni Manzoni | 1 058   | 3,32    | 1                                             |        |       |       |
|                               | Angelo Radaelli              | Angelo Radaelli      | Angelo Radaelli  | 701     | 2,20    | Movimento Sociale Italiano - Destra Nazionale | 705    | 2,48  | –     |
|                               | Luigi Gasparini              | Luigi Gasparini      | Luigi Gasparini  | 660     | 2,07    | Partito Socialista Italiano                   | 727    | 2,56  | –     |
|                               | Bianca Malgrati              | Bianca Malgrati      | Bianca Malgrati  | 480     | 1,51    | Partito Pensionati                            | 476    | 1,67  | –     |
| Totale                        | Totale                       | 25 934               | 100              | 31 849  | 100     |                                               | 28 439 | 100   | 40    |
|                               |                              |                      |                  |         |         |                                               |        |       |       |
| Fonte: Ministero dell'interno |                              |                      |                  |         |         |                                               |        |       |       |

#### Pavia
| Candidati                            | Candidati                           | II turno             | II turno         | I turno | I turno | Liste                                         | Voti   | %     | Seggi |
| Candidati                            | Candidati                           | Voti                 | %                | Voti    | %       | Liste                                         | Voti   | %     | Seggi |
| ------------------------------------ | ----------------------------------- | -------------------- | ---------------- | ------- | ------- | --------------------------------------------- | ------ | ----- | ----- |
|                                      | Rodolfo Jannaccone-Pazzi ✔️ Sindaco | 29 572               | 64,42            | 22 930  | 43,19   | Lega Nord                                     | 21 515 | 44,75 | 24    |
|                                      | Carla Torselli                      | 16 331               | 35,58            | 13 747  | 25,89   | Pavia dei Cittadini (PDS - FdV - La Rete)     | 7 293  | 15,17 | 4     |
| Partito della Rifondazione Comunista | Carla Torselli                      | 16 331               | 35,58            | 13 747  | 25,89   | 3 936                                         | 8,19   | 2     |       |
| Seggio di coalizione                 | Seggio di coalizione                | Seggio di coalizione | 35,58            | 13 747  | 25,89   | 1                                             |        |       |       |
|                                      | Vittorio Poma                       | Vittorio Poma        | Vittorio Poma    | 11 607  | 21,86   | Alleanza Popolare Pavese (DC - PSDI - PLI)    | 8 391  | 17,45 | 5     |
| Rinnovare Pavia                      | Vittorio Poma                       | Vittorio Poma        | Vittorio Poma    | 11 607  | 21,86   | 2 315                                         | 4,82   | 1     |       |
| Seggio di coalizione                 | Seggio di coalizione                | Seggio di coalizione | Vittorio Poma    | 11 607  | 21,86   | 1                                             |        |       |       |
|                                      | Carlo Nola                          | Carlo Nola           | Carlo Nola       | 1 890   | 3,56    | Movimento Sociale Italiano - Destra Nazionale | 1 861  | 3,87  | –     |
| Seggio di coalizione                 | Seggio di coalizione                | Seggio di coalizione | Carlo Nola       | 1 890   | 3,56    | 1                                             |        |       |       |
|                                      | Angelo Lepore                       | Angelo Lepore        | Angelo Lepore    | 1 628   | 3,07    | Partito Repubblicano Italiano                 | 1 502  | 3,12  | –     |
| Seggio di coalizione                 | Seggio di coalizione                | Seggio di coalizione | Angelo Lepore    | 1 628   | 3,07    | 1                                             |        |       |       |
|                                      | Gabriella Barone                    | Gabriella Barone     | Gabriella Barone | 1 293   | 2,44    | Partito Pensionati                            | 1 265  | 2,63  | –     |
| Totale                               | Totale                              | 45 903               | 100              | 53 095  | 100     |                                               | 48 078 | 100   | 40    |
|                                      |                                     |                      |                  |         |         |                                               |        |       |       |
| Fonte: Ministero dell'interno        |                                     |                      |                  |         |         |                                               |        |       |       |

### Veneto

#### Belluno
| Candidati                     | Candidati                    | II turno             | II turno           | I turno | I turno | Liste                                                      | Voti   | %     | Seggi |
| Candidati                     | Candidati                    | Voti                 | %                  | Voti    | %       | Liste                                                      | Voti   | %     | Seggi |
| ----------------------------- | ---------------------------- | -------------------- | ------------------ | ------- | ------- | ---------------------------------------------------------- | ------ | ----- | ----- |
|                               | Maurizio Fistarol ✔️ Sindaco | 11 593               | 54,68              | 7 453   | 30,81   | Alleanza di Progresso (PDS - PSI - PSDI - PRI - PLI - FdV) | 6 646  | 29,42 | 24    |
|                               | Stefano Talamini             | 9 610                | 45,32              | 8 021   | 33,16   | Lega Nord                                                  | 7 623  | 33,75 | 7     |
| Seggio di coalizione          | Seggio di coalizione         | Seggio di coalizione | 45,32              | 8 021   | 33,16   | 1                                                          |        |       |       |
|                               | Gianclaudio Bressa           | Gianclaudio Bressa   | Gianclaudio Bressa | 6 957   | 28,76   | Popolari per Belluno (DC - PPR)                            | 6 549  | 28,99 | 6     |
| Seggio di coalizione          | Seggio di coalizione         | Seggio di coalizione | Gianclaudio Bressa | 6 957   | 28,76   | 1                                                          |        |       |       |
|                               | Francesco Rasera             | Francesco Rasera     | Francesco Rasera   | 880     | 3,64    | Partito della Rifondazione Comunista                       | 919    | 4,07  | –     |
| Seggio di coalizione          | Seggio di coalizione         | Seggio di coalizione | Francesco Rasera   | 880     | 3,64    | 1                                                          |        |       |       |
|                               | Paolo Serafini               | Paolo Serafini       | Paolo Serafini     | 876     | 3,62    | Alleanza Nazionale Belluno                                 | 853    | 3,78  | –     |
| Totale                        | Totale                       | 21 203               | 100                | 24 187  | 100     |                                                            | 22 590 | 100   | 40    |
|                               |                              |                      |                    |         |         |                                                            |        |       |       |
| Fonte: Ministero dell'interno |                              |                      |                    |         |         |                                                            |        |       |       |

### Friuli-Venezia Giulia

#### Pordenone
| Candidati                            | Candidati                 | II turno              | II turno              | I turno | I turno | Liste                                         | Voti   | %     | Seggi |
| Candidati                            | Candidati                 | Voti                  | %                     | Voti    | %       | Liste                                         | Voti   | %     | Seggi |
| ------------------------------------ | ------------------------- | --------------------- | --------------------- | ------- | ------- | --------------------------------------------- | ------ | ----- | ----- |
|                                      | Alfredo Pasini ✔️ Sindaco | 17 782                | 57,04                 | 7 977   | 23,19   | Lega Nord                                     | 7 479  | 24,90 | 24    |
|                                      | Maria Alberta Manzon      | 13 393                | 42,96                 | 11 587  | 33,68   | Sì per Pordenone (PPR - PRI - PLI - La Rete)  | 5 539  | 18,44 | 4     |
| Partito Democratico della Sinistra   | Maria Alberta Manzon      | 13 393                | 42,96                 | 11 587  | 33,68   | 2 061                                         | 6,86   | 1     |       |
| Unità Democratica (PSI - PSDI - FdV) | Maria Alberta Manzon      | 13 393                | 42,96                 | 11 587  | 33,68   | 1 765                                         | 5,88   | 1     |       |
| Seggio di coalizione                 | Seggio di coalizione      | Seggio di coalizione  | 42,96                 | 11 587  | 33,68   | 1                                             |        |       |       |
|                                      | Gastone Parigi            | Gastone Parigi        | Gastone Parigi        | 5 888   | 17,11   | Movimento Sociale Italiano - Destra Nazionale | 4 265  | 14,20 | 2     |
| Seggio di coalizione                 | Seggio di coalizione      | Seggio di coalizione  | Gastone Parigi        | 5 888   | 17,11   | 1                                             |        |       |       |
|                                      | Giuseppe Pezzot           | Giuseppe Pezzot       | Giuseppe Pezzot       | 5 730   | 16,66   | Democrazia Cristiana                          | 5 970  | 19,88 | 4     |
| Seggio di coalizione                 | Seggio di coalizione      | Seggio di coalizione  | Giuseppe Pezzot       | 5 730   | 16,66   | 1                                             |        |       |       |
|                                      | Dante Vivan               | Dante Vivan           | Dante Vivan           | 2 091   | 6,08    | Partito della Rifondazione Comunista          | 1 859  | 6,19  | –     |
| Seggio di coalizione                 | Seggio di coalizione      | Seggio di coalizione  | Dante Vivan           | 2 091   | 6,08    | 1                                             |        |       |       |
|                                      | Silvestro Silvestrini     | Silvestro Silvestrini | Silvestro Silvestrini | 1 131   | 3,29    | Lega Autonomia Friuli                         | 1 094  | 3,64  | –     |
| Totale                               | Totale                    | 31 175                | 100                   | 34 404  | 100     |                                               | 30 032 | 100   | 40    |
|                                      |                           |                       |                       |         |         |                                               |        |       |       |
| Fonte: Ministero dell'interno        |                           |                       |                       |         |         |                                               |        |       |       |

### Emilia-Romagna

#### Ravenna
| Candidati                     | Candidati                       | II turno             | II turno         | I turno | I turno | Liste                                | Voti   | %     | Seggi |
| Candidati                     | Candidati                       | Voti                 | %                | Voti    | %       | Liste                                | Voti   | %     | Seggi |
| ----------------------------- | ------------------------------- | -------------------- | ---------------- | ------- | ------- | ------------------------------------ | ------ | ----- | ----- |
|                               | Pier Paolo D'Attorre ✔️ Sindaco | 48 711               | 55,92            | 37 421  | 38,92   | Partito Democratico della Sinistra   | 36 226 | 38,70 | 24    |
|                               | Ezio Fedele Brini               | 38 398               | 44,08            | 25 299  | 26,31   | Alleanza per Ravenna                 | 24 514 | 26,19 | 6     |
| Seggio di coalizione          | Seggio di coalizione            | Seggio di coalizione | 44,08            | 25 299  | 26,31   | 1                                    |        |       |       |
|                               | Sergio Guerra                   | Sergio Guerra        | Sergio Guerra    | 11 302  | 11,75   | Democrazia Cristiana                 | 11 422 | 12,20 | 2     |
| Seggio di coalizione          | Seggio di coalizione            | Seggio di coalizione | Sergio Guerra    | 11 302  | 11,75   | 1                                    |        |       |       |
|                               | Claudio Monti                   | Claudio Monti        | Claudio Monti    | 9 540   | 9,92    | Lega Nord                            | 9 384  | 10,03 | 2     |
| Seggio di coalizione          | Seggio di coalizione            | Seggio di coalizione | Claudio Monti    | 9 540   | 9,92    | 1                                    |        |       |       |
|                               | Giuseppe Capra                  | Giuseppe Capra       | Giuseppe Capra   | 9 440   | 9,82    | Partito della Rifondazione Comunista | 5 700  | 6,09  | 1     |
| Federazione dei Verdi         | Giuseppe Capra                  | Giuseppe Capra       | Giuseppe Capra   | 9 440   | 9,82    | 2 138                                | 2,28   | –     |       |
| La Rete                       | Giuseppe Capra                  | Giuseppe Capra       | Giuseppe Capra   | 9 440   | 9,82    | 1 042                                | 1,11   | –     |       |
| Seggio di coalizione          | Seggio di coalizione            | Seggio di coalizione | Giuseppe Capra   | 9 440   | 9,82    | 1                                    |        |       |       |
|                               | Enrico Tabanelli                | Enrico Tabanelli     | Enrico Tabanelli | 3 156   | 3,28    | Partito Socialista Italiano          | 3 172  | 3,39  | –     |
| Seggio di coalizione          | Seggio di coalizione            | Seggio di coalizione | Enrico Tabanelli | 3 156   | 3,28    | 1                                    |        |       |       |
| Totale                        | Totale                          | 87 109               | 100              | 96 158  | 100     |                                      | 93 598 | 100   | 40    |
|                               |                                 |                      |                  |         |         |                                      |        |       |       |
| Fonte: Ministero dell'interno |                                 |                      |                  |         |         |                                      |        |       |       |

### Toscana

#### Grosseto
| Candidati                     | Candidati                    | II turno              | II turno              | I turno | I turno | Liste                                                | Voti   | %     | Seggi |
| Candidati                     | Candidati                    | Voti                  | %                     | Voti    | %       | Liste                                                | Voti   | %     | Seggi |
| ----------------------------- | ---------------------------- | --------------------- | --------------------- | ------- | ------- | ---------------------------------------------------- | ------ | ----- | ----- |
|                               | Loriano Valentini ✔️ Sindaco | 23 836                | 52,81                 | 18 398  | 38,17   | Alleanza per Grosseto (PDS - PRI - FdV - Etica 2000) | 17 680 | 39,39 | 24    |
|                               | Fausto Giunta                | 21 297                | 47,19                 | 15 492  | 32,14   | Rinnovamento (PSI - PSDI - PLI - Lista Pannella)     | 7 447  | 16,59 | 5     |
| Democrazia Cristiana          | Fausto Giunta                | 21 297                | 47,19                 | 15 492  | 32,14   | 6 674                                                | 14,87  | 4     |       |
| Seggio di coalizione          | Seggio di coalizione         | Seggio di coalizione  | 47,19                 | 15 492  | 32,14   | 1                                                    |        |       |       |
|                               | Raniero Amarugi              | Raniero Amarugi       | Raniero Amarugi       | 4 288   | 8,90    | Partito della Rifondazione Comunista                 | 4 000  | 8,91  | 1     |
| Seggio di coalizione          | Seggio di coalizione         | Seggio di coalizione  | Raniero Amarugi       | 4 288   | 8,90    | 1                                                    |        |       |       |
|                               | Alessandro Guidoni           | Alessandro Guidoni    | Alessandro Guidoni    | 3 927   | 8,15    | Movimento Sociale Italiano - Destra Nazionale        | 3 639  | 8,11  | 1     |
| Seggio di coalizione          | Seggio di coalizione         | Seggio di coalizione  | Alessandro Guidoni    | 3 927   | 8,15    | 1                                                    |        |       |       |
|                               | Stefano Carotta              | Stefano Carotta       | Stefano Carotta       | 2 395   | 4,97    | Lega Nord                                            | 2 288  | 5,10  | –     |
| Seggio di coalizione          | Seggio di coalizione         | Seggio di coalizione  | Stefano Carotta       | 2 395   | 4,97    | 1                                                    |        |       |       |
|                               | Gastone Romualdi             | Gastone Romualdi      | Gastone Romualdi      | 2 253   | 4,67    | Testimonianza per la Città                           | 1 899  | 4,23  | –     |
| Seggio di coalizione          | Seggio di coalizione         | Seggio di coalizione  | Gastone Romualdi      | 2 253   | 4,67    | 1                                                    |        |       |       |
|                               | Roberto Sorace               | Roberto Sorace        | Roberto Sorace        | 765     | 1,59    | La Rete                                              | 637    | 1,42  | –     |
|                               | Alessandro Mazzarelli        | Alessandro Mazzarelli | Alessandro Mazzarelli | 681     | 1,41    | Lega Autonomista Toscana - M.A.T.                    | 623    | 1,39  | –     |
| Totale                        | Totale                       | 45 133                | 100                   | 48 199  | 100     |                                                      | 44 887 | 100   | 40    |
|                               |                              |                       |                       |         |         |                                                      |        |       |       |
| Fonte: Ministero dell'interno |                              |                       |                       |         |         |                                                      |        |       |       |

#### Siena
| Candidati                     | Candidati                    | II turno             | II turno             | I turno | I turno | Liste                                         | Voti   | %     | Seggi |
| Candidati                     | Candidati                    | Voti                 | %                    | Voti    | %       | Liste                                         | Voti   | %     | Seggi |
| ----------------------------- | ---------------------------- | -------------------- | -------------------- | ------- | ------- | --------------------------------------------- | ------ | ----- | ----- |
|                               | Pierluigi Piccini ✔️ Sindaco | 18 667               | 55,95                | 15 123  | 37,80   | Partito Democratico della Sinistra            | 13 449 | 35,89 | 24    |
|                               | Vittorio Carnesecchi         | 14 694               | 44,05                | 8 947   | 22,36   | Democrazia Cristiana                          | 7 715  | 20,59 | 5     |
| Seggio di coalizione          | Seggio di coalizione         | Seggio di coalizione | 44,05                | 8 947   | 22,36   | 1                                             |        |       |       |
|                               | Achille Neri                 | Achille Neri         | Achille Neri         | 6 738   | 16,84   | Alleanza per Siena                            | 5 808  | 15,50 | 3     |
| Seggio di coalizione          | Seggio di coalizione         | Seggio di coalizione | Achille Neri         | 6 738   | 16,84   | 1                                             |        |       |       |
|                               | Mario Menicori               | Mario Menicori       | Mario Menicori       | 4 190   | 10,47   | Insieme per Siena (PSI - PSDI - PLI)          | 5 484  | 14,64 | 3     |
| Seggio di coalizione          | Seggio di coalizione         | Seggio di coalizione | Mario Menicori       | 4 190   | 10,47   | 1                                             |        |       |       |
|                               | Eriase Belardi Merlo         | Eriase Belardi Merlo | Eriase Belardi Merlo | 2 548   | 6,37    | Partito della Rifondazione Comunista          | 2 430  | 6,49  | –     |
| Seggio di coalizione          | Seggio di coalizione         | Seggio di coalizione | Eriase Belardi Merlo | 2 548   | 6,37    | 1                                             |        |       |       |
|                               | Amedeo Monfardini            | Amedeo Monfardini    | Amedeo Monfardini    | 1 839   | 4,60    | Movimento Sociale Italiano - Destra Nazionale | 1 982  | 5,29  | –     |
| Seggio di coalizione          | Seggio di coalizione         | Seggio di coalizione | Amedeo Monfardini    | 1 839   | 4,60    | 1                                             |        |       |       |
|                               | Roberto Marchionni           | Roberto Marchionni   | Roberto Marchionni   | 621     | 1,55    | Lega Autonomista Toscana - M.A.T.             | 601    | 1,60  | –     |
| Totale                        | Totale                       | 33 361               | 100                  | 40 006  | 100     |                                               | 37 469 | 100   | 40    |
|                               |                              |                      |                      |         |         |                                               |        |       |       |
| Fonte: Ministero dell'interno |                              |                      |                      |         |         |                                               |        |       |       |

### Umbria

#### Terni
| Candidati                     | Candidati                     | II turno             | II turno            | I turno | I turno | Liste                                         | Voti   | %     | Seggi |
| Candidati                     | Candidati                     | Voti                 | %                   | Voti    | %       | Liste                                         | Voti   | %     | Seggi |
| ----------------------------- | ----------------------------- | -------------------- | ------------------- | ------- | ------- | --------------------------------------------- | ------ | ----- | ----- |
|                               | Gianfranco Ciaurro ✔️ Sindaco | 33 702               | 50,16               | 14 840  | 20,77   | Alleanza per Terni                            | 12 349 | 18,45 | 24    |
|                               | Franco Giustinelli            | 33 488               | 49,84               | 24 043  | 33,65   | Partito Democratico della Sinistra            | 22 071 | 32,97 | 7     |
| Seggio di coalizione          | Seggio di coalizione          | Seggio di coalizione | 49,84               | 24 043  | 33,65   | 1                                             |        |       |       |
|                               | Renzo Nicolini                | Renzo Nicolini       | Renzo Nicolini      | 10 284  | 14,39   | Democrazia Cristiana                          | 10 369 | 15,49 | 3     |
| Seggio di coalizione          | Seggio di coalizione          | Seggio di coalizione | Renzo Nicolini      | 10 284  | 14,39   | 1                                             |        |       |       |
|                               | Renato Govino                 | Renato Govino        | Renato Govino       | 4 341   | 6,08    | Partito della Rifondazione Comunista          | 4 527  | 6,76  | –     |
| Seggio di coalizione          | Seggio di coalizione          | Seggio di coalizione | Renato Govino       | 4 341   | 6,08    | 1                                             |        |       |       |
|                               | Antonella Baioletti           | Antonella Baioletti  | Antonella Baioletti | 4 150   | 5,81    | Movimento Sociale Italiano - Destra Nazionale | 4 245  | 6,34  | –     |
| Seggio di coalizione          | Seggio di coalizione          | Seggio di coalizione | Antonella Baioletti | 4 150   | 5,81    | 1                                             |        |       |       |
|                               | Stefania Parisi               | Stefania Parisi      | Stefania Parisi     | 3 959   | 5,54    | Unione Civica Terni                           | 3 030  | 4,53  | –     |
| Seggio di coalizione          | Seggio di coalizione          | Seggio di coalizione | Stefania Parisi     | 3 959   | 5,54    | 1                                             |        |       |       |
|                               | Sergio Lera                   | Sergio Lera          | Sergio Lera         | 3 389   | 4,74    | Partito Socialista Italiano                   | 4 120  | 6,15  | –     |
| Seggio di coalizione          | Seggio di coalizione          | Seggio di coalizione | Sergio Lera         | 3 389   | 4,74    | 1                                             |        |       |       |
|                               | Torquato Secci                | Torquato Secci       | Torquato Secci      | 2 320   | 3,25    | La Rete                                       | 1 875  | 2,80  | –     |
|                               | Antonio Tacconi               | Antonio Tacconi      | Antonio Tacconi     | 1 427   | 2,00    | Giovani per Terni                             | 1 432  | 2,14  | –     |
|                               | Paolo Lonardi                 | Paolo Lonardi        | Paolo Lonardi       | 1 260   | 1,76    | Caccia Pesca Ambiente                         | 1 323  | 1,98  | –     |
|                               | Flavio Frontini               | Flavio Frontini      | Flavio Frontini     | 880     | 1,23    | Federazione dei Verdi                         | 913    | 1,36  | –     |
|                               | Sabrina Dindrini              | Sabrina Dindrini     | Sabrina Dindrini    | 557     | 0,78    | Partito Socialista Democratico Italiano       | 694    | 1,04  | –     |
| Totale                        | Totale                        | 67 190               | 100                 | 71 450  | 100     |                                               | 66 948 | 100   | 40    |
|                               |                               |                      |                     |         |         |                                               |        |       |       |
| Fonte: Ministero dell'interno |                               |                      |                     |         |         |                                               |        |       |       |

### Marche

#### Ancona
| Candidati                     | Candidati                  | II turno             | II turno             | I turno | I turno | Liste                                         | Voti   | %     | Seggi |
| Candidati                     | Candidati                  | Voti                 | %                    | Voti    | %       | Liste                                         | Voti   | %     | Seggi |
| ----------------------------- | -------------------------- | -------------------- | -------------------- | ------- | ------- | --------------------------------------------- | ------ | ----- | ----- |
|                               | Renato Galeazzi ✔️ Sindaco | 42 057               | 71,49                | 31 873  | 46,46   | Partito Democratico della Sinistra            | 20 559 | 35,18 | 21    |
| Partito Repubblicano Italiano | Renato Galeazzi ✔️ Sindaco | 42 057               | 71,49                | 31 873  | 46,46   | 3 631                                         | 6,21   | 3     |       |
|                               | Luigi Di Murro             | 16 771               | 28,51                | 11 698  | 17,05   | Democrazia Cristiana                          | 11 659 | 19,95 | 5     |
| Seggio di coalizione          | Seggio di coalizione       | Seggio di coalizione | 28,51                | 11 698  | 17,05   | 1                                             |        |       |       |
|                               | Carlo Marcelletti          | Carlo Marcelletti    | Carlo Marcelletti    | 7 520   | 10,96   | Alleanza per Ancona                           | 6 226  | 10,65 | 2     |
| Seggio di coalizione          | Seggio di coalizione       | Seggio di coalizione | Carlo Marcelletti    | 7 520   | 10,96   | 1                                             |        |       |       |
|                               | Giorgio Grati              | Giorgio Grati        | Giorgio Grati        | 5 592   | 8,15    | Laici e Progressisti                          | 5 445  | 9,32  | 2     |
| Seggio di coalizione          | Seggio di coalizione       | Seggio di coalizione | Giorgio Grati        | 5 592   | 8,15    | 1                                             |        |       |       |
|                               | Carlo Ciccioli             | Carlo Ciccioli       | Carlo Ciccioli       | 4 360   | 6,36    | Movimento Sociale Italiano - Destra Nazionale | 3 871  | 6,62  | 1     |
| Seggio di coalizione          | Seggio di coalizione       | Seggio di coalizione | Carlo Ciccioli       | 4 360   | 6,36    | 1                                             |        |       |       |
|                               | Franco Boldrini            | Franco Boldrini      | Franco Boldrini      | 3 319   | 4,84    | Partito della Rifondazione Comunista          | 3 147  | 5,39  | –     |
| Seggio di coalizione          | Seggio di coalizione       | Seggio di coalizione | Franco Boldrini      | 3 319   | 4,84    | 1                                             |        |       |       |
|                               | Marco Moruzzi              | Marco Moruzzi        | Marco Moruzzi        | 2 794   | 4,07    | Federazione dei Verdi                         | 1 760  | 3,01  | –     |
| La Rete                       | Marco Moruzzi              | Marco Moruzzi        | Marco Moruzzi        | 2 794   | 4,07    | 619                                           | 1,06   | –     |       |
| Seggio di coalizione          | Seggio di coalizione       | Seggio di coalizione | Marco Moruzzi        | 2 794   | 4,07    | 1                                             |        |       |       |
|                               | Maria Rosa Berzolari       | Maria Rosa Berzolari | Maria Rosa Berzolari | 1 449   | 2,11    | Lega Nord                                     | 1 520  | 2,60  | –     |
| Totale                        | Totale                     | 58 828               | 100                  | 68 605  | 100     |                                               | 58 437 | 100   | 40    |
|                               |                            |                      |                      |         |         |                                               |        |       |       |
| Fonte: Ministero dell'interno |                            |                      |                      |         |         |                                               |        |       |       |

### Sicilia
La Sicilia, nel disciplinare con legge regionale la disciplina elettorale degli enti locali, fu la prima in Italia ad introdurre l'elezione diretta del sindaco. Secondo la legge elettorale siciliana (L.R. n. 7, 26 agosto 1992), il voto si esprimeva su due schede, l'una per l'elezione del Consiglio comunale e l'altra per l'elezione diretta del Sindaco.
Nei comuni con popolazione superiore a 10.000 abitanti, le liste potevano costituire una coalizione. L'apparentamento era ammesso esclusivamente tra le liste e non con i candidati alla carica di Sindaco. Il 70% dei seggi (con arrotondamento, in caso di numero frazionario, all'unità superiore) era assegnato proporzionalmente; i restanti seggi erano attribuiti, secondo il criterio proporzionale, per due terzi alla lista o al gruppo di liste coalizzate che avesse conseguito il maggior numero dei voti validi, e i seggi ulteriormente residui alla lista o alla coalizione di liste risultata seconda per numero di voti validi attribuiti (art. 23).

#### Agrigento
| Candidati | Candidati                                                                 | Voti   | %     |
| --------- | ------------------------------------------------------------------------- | ------ | ----- |
|           | Giuseppe Arnone (Democratici per Agrigento - Rete) Accede al ballottaggio | 10.619 | 33,93 |
|           | Calogero Sodano (Insieme per Agrigento - PRI) Accede al ballottaggio      | 9.791  | 31,29 |
|           | Maria Pia Campanile (DC)                                                  | 6.986  | 22,32 |
|           | Carmelo Picarella (Scommessa per Agrigento)                               | 2.012  | 6,43  |
|           | Francesco Samaritano (MSI-DN)                                             | 1.886  | 6,03  |
| Totale    | Totale                                                                    | 31.294 | 100   |

| Liste                         | Liste                                         | Voti   | %     | Seggi |
| ----------------------------- | --------------------------------------------- | ------ | ----- | ----- |
|                               | Democrazia Cristiana                          | 14.245 | 42,76 | 19    |
|                               | Insieme per Agrigento                         | 6.146  | 18,45 | 8     |
| Partito Repubblicano Italiano | 1.882                                         | 5,65   | 1     |       |
|                               | Democratici per Agrigento (PDS-PRC-Verdi)     | 6.042  | 18,14 | 8     |
| La Rete                       | 2.440                                         | 7,32   | 3     |       |
|                               | Movimento Sociale Italiano - Destra Nazionale | 1.605  | 4,82  | 1     |
|                               | Scommessa per Agrigento                       | 953    | 2,86  | -     |
| Totale                        | Totale                                        | 33.313 | 100   | 40    |

Ballottaggio
| Candidati | Candidati                  | Voti   | %     |
| --------- | -------------------------- | ------ | ----- |
|           | Calogero Sodano ✔️ Sindaco | 15.041 | 50,73 |
|           | Giuseppe Arnone            | 14.606 | 49,27 |
| Totale    | Totale                     | 29.647 | 100   |

#### Catania
| Candidati | Candidati                                                       | Voti    | %     |
| --------- | --------------------------------------------------------------- | ------- | ----- |
|           | Enzo Bianco (Patto per Catania) Accede al ballottaggio          | 76.025  | 40,43 |
|           | Claudio Fava (Rete - Progressisti - PRC) Accede al ballottaggio | 51.720  | 27,51 |
|           | Vincenzo Trantino (MSI-DN)                                      | 32.584  | 17,33 |
|           | Antonio Scavone (DC - Riformisti)                               | 23.060  | 12,26 |
|           | Mario Petrina (Lista civica)                                    | 4.632   | 2,46  |
| Totale    | Totale                                                          | 182.561 | 100   |

| Liste                                | Liste                                         | Voti    | %     | Seggi |
| ------------------------------------ | --------------------------------------------- | ------- | ----- | ----- |
|                                      | Democrazia Cristiana                          | 49.138  | 26,82 | 22    |
| Riformisti (PSI)                     | 9.976                                         | 5,46    | 4     |       |
|                                      | Patto per Catania (PDS - PRI - Verdi - PPR)   | 41.693  | 22,84 | 17    |
|                                      | La Rete                                       | 19.641  | 10,76 | 5     |
| Progressisti Catania                 | 16.038                                        | 8,79    | 4     |       |
| Partito della Rifondazione Comunista | 5.508                                         | 3,18    | 1     |       |
|                                      | Movimento Sociale Italiano - Destra Nazionale | 18.421  | 10,09 | 4     |
|                                      | Città Nostra                                  | 6.784   | 3,72  | 1     |
|                                      | Partito Socialista Democratico Italiano       | 5.876   | 3,22  | 1     |
|                                      | Movimento Popolare Catanese                   | 3.794   | 2,08  | 1     |
|                                      | Lega Italia Federale                          | 2.698   | 1,48  | -     |
|                                      | UCS                                           | 1.865   | 1,02  | -     |
|                                      | Fascismo e Libertà                            | 829     | 0,45  | -     |
| Totale                               | Totale                                        | 188.021 | 100   | 60    |

Ballottaggio
| Candidati | Candidati              | Voti    | %    |
| --------- | ---------------------- | ------- | ---- |
|           | Enzo Bianco ✔️ Sindaco | 81.326  | 52,1 |
|           | Claudio Fava           | 74.744  | 47,9 |
| Totale    | Totale                 | 156.070 | 100  |

## Elezioni comunali del novembre 1993

### Piemonte

#### Alessandria
| Candidati                     | Candidati                  | II turno             | II turno           | I turno | I turno | Liste                                         | Voti   | %     | Seggi |
| Candidati                     | Candidati                  | Voti                 | %                  | Voti    | %       | Liste                                         | Voti   | %     | Seggi |
| ----------------------------- | -------------------------- | -------------------- | ------------------ | ------- | ------- | --------------------------------------------- | ------ | ----- | ----- |
|                               | Francesca Calvo ✔️ Sindaco | 30 797               | 53,23              | 21 262  | 33,52   | Lega Nord                                     | 19 268 | 33,25 | 24    |
|                               | Andrea Ferrari             | 27 062               | 46,77              | 18 659  | 29,41   | Partito Democratico della Sinistra            | 10 367 | 17,89 | 5     |
| Alleanza per Alessandria      | Andrea Ferrari             | 27 062               | 46,77              | 18 659  | 29,41   | 3 121                                         | 5,39   | 1     |       |
| Federazione dei Verdi         | Andrea Ferrari             | 27 062               | 46,77              | 18 659  | 29,41   | 2 191                                         | 3,78   | 1     |       |
| Seggio di coalizione          | Seggio di coalizione       | Seggio di coalizione | 46,77              | 18 659  | 29,41   | 1                                             |        |       |       |
|                               | Angelo Faggini             | Angelo Faggini       | Angelo Faggini     | 10 814  | 17,05   | Democrazia Cristiana                          | 4 916  | 8,48  | 2     |
| Laici Socialisti Verdi        | Angelo Faggini             | Angelo Faggini       | Angelo Faggini     | 10 814  | 17,05   | 4 352                                         | 7,51   | 1     |       |
| Alessandria Progressista      | Angelo Faggini             | Angelo Faggini       | Angelo Faggini     | 10 814  | 17,05   | 2 278                                         | 3,93   | 1     |       |
| Seggio di coalizione          | Seggio di coalizione       | Seggio di coalizione | Angelo Faggini     | 10 814  | 17,05   | 1                                             |        |       |       |
|                               | Carlo Vergagni             | Carlo Vergagni       | Carlo Vergagni     | 3 968   | 6,26    | Nuova Proposta                                | 3 668  | 6,33  | –     |
| Seggio di coalizione          | Seggio di coalizione       | Seggio di coalizione | Carlo Vergagni     | 3 968   | 6,26    | 1                                             |        |       |       |
|                               | Dario Gemma                | Dario Gemma          | Dario Gemma        | 3 675   | 5,79    | Partito della Rifondazione Comunista          | 3 583  | 6,18  | –     |
| Seggio di coalizione          | Seggio di coalizione       | Seggio di coalizione | Dario Gemma        | 3 675   | 5,79    | 1                                             |        |       |       |
|                               | Aldo Rovito                | Aldo Rovito          | Aldo Rovito        | 3 528   | 5,56    | Movimento Sociale Italiano - Destra Nazionale | 2 671  | 4,61  | –     |
| Seggio di coalizione          | Seggio di coalizione       | Seggio di coalizione | Aldo Rovito        | 3 528   | 5,56    | 1                                             |        |       |       |
|                               | Giampaolo Oddenino         | Giampaolo Oddenino   | Giampaolo Oddenino | 1 529   | 2,41    | Unione di Centro                              | 1 532  | 2,64  | –     |
| Totale                        | Totale                     | 57 859               | 100                | 63 435  | 100     |                                               | 57 947 | 100   | 40    |
|                               |                            |                      |                    |         |         |                                               |        |       |       |
| Schede bianche                | Schede bianche             | 1 272                | 2,08               | 1 500   | 2,21    |                                               |        |       |       |
| Schede nulle                  | Schede nulle               | 3 310                | 5,41               | 4 294   | 6,34    |                                               |        |       |       |
| Votanti                       | Votanti                    | 61 169               | 76,63              | 67 729  | 84,85   |                                               |        |       |       |
| Elettori                      | Elettori                   | 79 819               |                    | 79 819  |         |                                               |        |       |       |
|                               |                            |                      |                    |         |         |                                               |        |       |       |
| Fonte: Ministero dell'interno |                            |                      |                    |         |         |                                               |        |       |       |

### Lombardia

#### Lodi
| Candidati                     | Candidati                   | II turno               | II turno               | I turno | I turno | Liste                                         | Voti   | %     | Seggi |
| Candidati                     | Candidati                   | Voti                   | %                      | Voti    | %       | Liste                                         | Voti   | %     | Seggi |
| ----------------------------- | --------------------------- | ---------------------- | ---------------------- | ------- | ------- | --------------------------------------------- | ------ | ----- | ----- |
|                               | Alberto Segalini ✔️ Sindaco | 16 113                 | 61,15                  | 11 590  | 37,77   | Lega Nord                                     | 10 832 | 38,32 | 24    |
|                               | Valerio Manfrini            | 10 239                 | 38,85                  | 8 663   | 28,23   | Democrazia Cristiana                          | 5 457  | 19,31 | 5     |
| Alleanza per Lodi             | Valerio Manfrini            | 10 239                 | 38,85                  | 8 663   | 28,23   | 2 145                                         | 7,59   | 2     |       |
| Seggio di coalizione          | Seggio di coalizione        | Seggio di coalizione   | 38,85                  | 8 663   | 28,23   | 1                                             |        |       |       |
|                               | Lino Osvaldo Felissari      | Lino Osvaldo Felissari | Lino Osvaldo Felissari | 6 807   | 22,18   | Rinnovamento per Lodi (PDS - PSI - PRI)       | 6 075  | 21,49 | 5     |
| Seggio di coalizione          | Seggio di coalizione        | Seggio di coalizione   | Lino Osvaldo Felissari | 6 807   | 22,18   | 1                                             |        |       |       |
|                               | Lorenzo Devecchi            | Lorenzo Devecchi       | Lorenzo Devecchi       | 1 807   | 5,89    | Partito della Rifondazione Comunista          | 1 814  | 6,42  | –     |
| Seggio di coalizione          | Seggio di coalizione        | Seggio di coalizione   | Lorenzo Devecchi       | 1 807   | 5,89    | 1                                             |        |       |       |
|                               | Carlo Montanari             | Carlo Montanari        | Carlo Montanari        | 1 003   | 3,27    | Movimento Sociale Italiano - Destra Nazionale | 1 009  | 3,57  | –     |
| Seggio di coalizione          | Seggio di coalizione        | Seggio di coalizione   | Carlo Montanari        | 1 003   | 3,27    | 1                                             |        |       |       |
|                               | Maria Casiraghi Meani       | Maria Casiraghi Meani  | Maria Casiraghi Meani  | 818     | 2,67    | Lista Laudense                                | 935    | 3,31  | –     |
| Totale                        | Totale                      | 26 352                 | 100                    | 30 688  | 100     |                                               | 28 267 | 100   | 40    |
|                               |                             |                        |                        |         |         |                                               |        |       |       |
| Fonte: Ministero dell'interno |                             |                        |                        |         |         |                                               |        |       |       |

### Veneto

#### Venezia
| Candidati                            | Candidati                   | II turno             | II turno            | I turno | I turno | Liste                                         | Voti    | %     | Seggi |
| Candidati                            | Candidati                   | Voti                 | %                   | Voti    | %       | Liste                                         | Voti    | %     | Seggi |
| ------------------------------------ | --------------------------- | -------------------- | ------------------- | ------- | ------- | --------------------------------------------- | ------- | ----- | ----- |
|                                      | Massimo Cacciari ✔️ Sindaco | 107 497              | 55,37               | 89 034  | 42,29   | Partito Democratico della Sinistra            | 33 997  | 20,59 | 16    |
| Partito della Rifondazione Comunista | Massimo Cacciari ✔️ Sindaco | 107 497              | 55,37               | 89 034  | 42,29   | 10 738                                        | 6,50    | 5     |       |
| Federazione dei Verdi                | Massimo Cacciari ✔️ Sindaco | 107 497              | 55,37               | 89 034  | 42,29   | 9 901                                         | 6,00    | 4     |       |
| Progresso Socialista                 | Massimo Cacciari ✔️ Sindaco | 107 497              | 55,37               | 89 034  | 42,29   | 5 824                                         | 3,53    | 2     |       |
| Alleanza per Venezia                 | Massimo Cacciari ✔️ Sindaco | 107 497              | 55,37               | 89 034  | 42,29   | 2 244                                         | 1,36    | 1     |       |
| La Rete                              | Massimo Cacciari ✔️ Sindaco | 107 497              | 55,37               | 89 034  | 42,29   | 1 996                                         | 1,21    | –     |       |
|                                      | Aldo Mariconda              | 86 643               | 44,63               | 55 791  | 26,50   | Lega Nord                                     | 49 350  | 29,88 | 9     |
| Seggio di coalizione                 | Seggio di coalizione        | Seggio di coalizione | 44,63               | 55 791  | 26,50   | 1                                             |         |       |       |
|                                      | Giovanni Castellani         | Giovanni Castellani  | Giovanni Castellani | 49 224  | 23,38   | Verso il Partito Popolare                     | 20 384  | 12,34 | 4     |
| Lega Autonomia Veneta                | Giovanni Castellani         | Giovanni Castellani  | Giovanni Castellani | 49 224  | 23,38   | 8 387                                         | 5,08    | 1     |       |
| Patto Venezia Mestre                 | Giovanni Castellani         | Giovanni Castellani  | Giovanni Castellani | 49 224  | 23,38   | 4 891                                         | 2,96    | 1     |       |
| Progresso per l'Autonomia            | Giovanni Castellani         | Giovanni Castellani  | Giovanni Castellani | 49 224  | 23,38   | 2 949                                         | 1,79    | –     |       |
| Seggio di coalizione                 | Seggio di coalizione        | Seggio di coalizione | Giovanni Castellani | 49 224  | 23,38   | 1                                             |         |       |       |
|                                      | Bruno Canella               | Bruno Canella        | Bruno Canella       | 6 048   | 2,87    | Movimento Sociale Italiano - Destra Nazionale | 5 580   | 3,38  | –     |
| Seggio di coalizione                 | Seggio di coalizione        | Seggio di coalizione | Bruno Canella       | 6 048   | 2,87    | 1                                             |         |       |       |
|                                      | Augusto Salvadori           | Augusto Salvadori    | Augusto Salvadori   | 5 608   | 2,66    | Unione dei Cittadini                          | 4 590   | 2,78  | –     |
|                                      | Francesco Merlo             | Francesco Merlo      | Francesco Merlo     | 2 493   | 1,18    | Veneto Autonomo                               | 2 202   | 1,33  | –     |
|                                      | Paolo Minchillo             | Paolo Minchillo      | Paolo Minchillo     | 2 354   | 1,12    | Il Gruppo                                     | 2 117   | 1,28  | –     |
| Totale                               | Totale                      | 194 140              | 100                 | 210 552 | 100     |                                               | 165 150 | 100   | 46    |
|                                      |                             |                      |                     |         |         |                                               |         |       |       |
| Fonte: Ministero dell'interno        |                             |                      |                     |         |         |                                               |         |       |       |

### Friuli-Venezia Giulia

#### Trieste
| Candidati                          | Candidati                | II turno             | II turno           | I turno | I turno | Liste                                | Voti    | %     | Seggi |
| Candidati                          | Candidati                | Voti                 | %                  | Voti    | %       | Liste                                | Voti    | %     | Seggi |
| ---------------------------------- | ------------------------ | -------------------- | ------------------ | ------- | ------- | ------------------------------------ | ------- | ----- | ----- |
|                                    | Riccardo Illy ✔️ Sindaco | 72 939               | 53,02              | 59 931  | 39,84   | Democrazia Cristiana                 | 17 024  | 14,33 | 10    |
| Partito Democratico della Sinistra | Riccardo Illy ✔️ Sindaco | 72 939               | 53,02              | 59 931  | 39,84   | 12 375                               | 10,41   | 7     |       |
| Alleanza per Trieste               | Riccardo Illy ✔️ Sindaco | 72 939               | 53,02              | 59 931  | 39,84   | 12 094                               | 10,18   | 7     |       |
|                                    | Giulio Staffieri         | 64 622               | 46,98              | 47 892  | 31,84   | Lista per Trieste                    | 15 284  | 12,86 | 3     |
| Alleanza Nazionale                 | Giulio Staffieri         | 64 622               | 46,98              | 47 892  | 31,84   | 15 199                               | 12,79   | 3     |       |
| Cristiani Popolari Trieste         | Giulio Staffieri         | 64 622               | 46,98              | 47 892  | 31,84   | 4 362                                | 3,67    | 1     |       |
| Pensionati Uomini Vivi             | Giulio Staffieri         | 64 622               | 46,98              | 47 892  | 31,84   | 2 884                                | 2,43    | –     |       |
| Seggio di coalizione               | Seggio di coalizione     | Seggio di coalizione | 46,98              | 47 892  | 31,84   | 1                                    |         |       |       |
|                                    | Federica Seganti         | Federica Seganti     | Federica Seganti   | 33 607  | 22,34   | Lega Nord                            | 29 937  | 25,19 | 6     |
| Seggio di coalizione               | Seggio di coalizione     | Seggio di coalizione | Federica Seganti   | 33 607  | 22,34   | 1                                    |         |       |       |
|                                    | Stojan Spetič            | Stojan Spetič        | Stojan Spetič      | 5 880   | 3,91    | Partito della Rifondazione Comunista | 6 553   | 5,51  | –     |
|                                    | Giancarlo Lo Cuoco       | Giancarlo Lo Cuoco   | Giancarlo Lo Cuoco | 1 696   | 1,13    | Unione di Centro                     | 1 749   | 1,47  | –     |
|                                    | Ladi Minin               | Ladi Minin           | Ladi Minin         | 1 409   | 0,94    | Unione Socialisti Eurpeisti          | 1 379   | 1,16  | –     |
| Totale                             | Totale                   | 137 561              | 100                | 150 415 | 100     |                                      | 118 840 | 100   | 40    |
|                                    |                          |                      |                    |         |         |                                      |         |       |       |
| Fonte: Ministero dell'interno      |                          |                      |                    |         |         |                                      |         |       |       |

### Liguria

#### Genova
| Candidati                     | Candidati                | II turno             | II turno          | I turno | I turno | Liste                                         | Voti    | %     | Seggi |
| Candidati                     | Candidati                | Voti                 | %                 | Voti    | %       | Liste                                         | Voti    | %     | Seggi |
| ----------------------------- | ------------------------ | -------------------- | ----------------- | ------- | ------- | --------------------------------------------- | ------- | ----- | ----- |
|                               | Adriano Sansa ✔️ Sindaco | 247 547              | 59,17             | 189 874 | 42,93   | Partito Democratico della Sinistra            | 98 026  | 26,19 | 22    |
| Federazione dei Verdi         | Adriano Sansa ✔️ Sindaco | 247 547              | 59,17             | 189 874 | 42,93   | 13 277                                        | 3,55    | 3     |       |
| Alleanza Democratica          | Adriano Sansa ✔️ Sindaco | 247 547              | 59,17             | 189 874 | 42,93   | 12 255                                        | 3,27    | 2     |       |
| Lista Pannella                | Adriano Sansa ✔️ Sindaco | 247 547              | 59,17             | 189 874 | 42,93   | 7 962                                         | 2,13    | 1     |       |
| La Rete                       | Adriano Sansa ✔️ Sindaco | 247 547              | 59,17             | 189 874 | 42,93   | 6 558                                         | 1,75    | 1     |       |
| Patto di Solidarietà          | Adriano Sansa ✔️ Sindaco | 247 547              | 59,17             | 189 874 | 42,93   | 5 765                                         | 1,54    | 1     |       |
|                               | Enrico Serra             | 170 799              | 40,83             | 116 973 | 26,45   | Lega Nord                                     | 108 562 | 29,01 | 9     |
| Seggio di coalizione          | Seggio di coalizione     | Seggio di coalizione | 40,83             | 116 973 | 26,45   | 1                                             |         |       |       |
|                               | Ugo Signorini            | Ugo Signorini        | Ugo Signorini     | 66 387  | 15,01   | Popolari per Genova                           | 33 604  | 8,98  | 3     |
| Rinnovamento Socialista       | Ugo Signorini            | Ugo Signorini        | Ugo Signorini     | 66 387  | 15,01   | 14 840                                        | 3,96    | 1     |       |
| Unione di Centro              | Ugo Signorini            | Ugo Signorini        | Ugo Signorini     | 66 387  | 15,01   | 6 975                                         | 1,86    | –     |       |
| Seggio di coalizione          | Seggio di coalizione     | Seggio di coalizione | Ugo Signorini     | 66 387  | 15,01   | 1                                             |         |       |       |
|                               | Giuliano Boffardi        | Giuliano Boffardi    | Giuliano Boffardi | 32 498  | 7,35    | Partito della Rifondazione Comunista          | 32 238  | 8,61  | 2     |
| Seggio di coalizione          | Seggio di coalizione     | Seggio di coalizione | Giuliano Boffardi | 32 498  | 7,35    | 1                                             |         |       |       |
|                               | Gianni Plinio            | Gianni Plinio        | Gianni Plinio     | 27 252  | 6,16    | Movimento Sociale Italiano - Destra Nazionale | 20 695  | 5,53  | 1     |
| Partito Pensionati            | Gianni Plinio            | Gianni Plinio        | Gianni Plinio     | 27 252  | 6,16    | 4 518                                         | 1,21    | –     |       |
| Seggio di coalizione          | Seggio di coalizione     | Seggio di coalizione | Gianni Plinio     | 27 252  | 6,16    | 1                                             |         |       |       |
|                               | Fabrizio Di Rella        | Fabrizio Di Rella    | Fabrizio Di Rella | 3 655   | 0,83    | Giovani per Genova                            | 3 516   | 0,94  | –     |
|                               | Luigi Vasco Salsi        | Luigi Vasco Salsi    | Luigi Vasco Salsi | 2 726   | 0,62    | Lega Autonomia Liguria                        | 2 697   | 0,72  | –     |
|                               | Giovanni Genta           | Giovanni Genta       | Giovanni Genta    | 1 476   | 0,33    | Lega Ligure                                   | 1 458   | 0,39  | –     |
|                               | Pasquale Romeo           | Pasquale Romeo       | Pasquale Romeo    | 1 403   | 0,32    | Movimento Lavoratori Autonomi                 | 1 333   | 0,36  | –     |
| Totale                        | Totale                   | 418 346              | 100               | 442 244 | 100     |                                               | 374 279 | 100   | 50    |
|                               |                          |                      |                   |         |         |                                               |         |       |       |
| Fonte: Ministero dell'interno |                          |                      |                   |         |         |                                               |         |       |       |

#### La Spezia
| Candidati                     | Candidati                       | II turno             | II turno          | I turno | I turno | Liste                                         | Voti   | %     | Seggi |
| Candidati                     | Candidati                       | Voti                 | %                 | Voti    | %       | Liste                                         | Voti   | %     | Seggi |
| ----------------------------- | ------------------------------- | -------------------- | ----------------- | ------- | ------- | --------------------------------------------- | ------ | ----- | ----- |
|                               | Roberto Lucio Rosaia ✔️ Sindaco | 30 145               | 53,63             | 19 186  | 28,62   | Partito Democratico della Sinistra            | 13 418 | 22,21 | 18    |
| Alleanza per la Spezia        | Roberto Lucio Rosaia ✔️ Sindaco | 30 145               | 53,63             | 19 186  | 28,62   | 2 865                                         | 4,74   | 4     |       |
| Federazione dei Verdi         | Roberto Lucio Rosaia ✔️ Sindaco | 30 145               | 53,63             | 19 186  | 28,62   | 1 567                                         | 2,59   | 2     |       |
|                               | Giuseppe Ricciardi              | 26 062               | 46,37             | 13 791  | 20,57   | Popolari per La Spezia                        | 7 101  | 11,75 | 3     |
| Nuova Italia                  | Giuseppe Ricciardi              | 26 062               | 46,37             | 13 791  | 20,57   | 2 581                                         | 4,27   | 1     |       |
| Lavoro e Sviluppo             | Giuseppe Ricciardi              | 26 062               | 46,37             | 13 791  | 20,57   | 2 220                                         | 3,67   | –     |       |
| Seggio di coalizione          | Seggio di coalizione            | Seggio di coalizione | 46,37             | 13 791  | 20,57   | 1                                             |        |       |       |
|                               | Riccardo Borrini                | Riccardo Borrini     | Riccardo Borrini  | 9 985   | 14,89   | Lega Nord                                     | 9 530  | 15,77 | 3     |
| Seggio di coalizione          | Seggio di coalizione            | Seggio di coalizione | Riccardo Borrini  | 9 985   | 14,89   | 1                                             |        |       |       |
|                               | Renzo Tonelli                   | Renzo Tonelli        | Renzo Tonelli     | 8 748   | 13,05   | Democrazia e Solidarietà                      | 6 950  | 11,50 | 2     |
| Seggio di coalizione          | Seggio di coalizione            | Seggio di coalizione | Renzo Tonelli     | 8 748   | 13,05   | 1                                             |        |       |       |
|                               | Giovanni Grazzini               | Giovanni Grazzini    | Giovanni Grazzini | 4 396   | 6,56    | Patto per La Spezia                           | 3 975  | 6,58  | –     |
| Seggio di coalizione          | Seggio di coalizione            | Seggio di coalizione | Giovanni Grazzini | 4 396   | 6,56    | 1                                             |        |       |       |
|                               | Sergio Pocci                    | Sergio Pocci         | Sergio Pocci      | 4 357   | 6,50    | Partito della Rifondazione Comunista          | 4 387  | 7,26  | 1     |
| Seggio di coalizione          | Seggio di coalizione            | Seggio di coalizione | Sergio Pocci      | 4 357   | 6,50    | 1                                             |        |       |       |
|                               | Aldo De Luca                    | Aldo De Luca         | Aldo De Luca      | 3 193   | 4,76    | Movimento Sociale Italiano - Destra Nazionale | 2 993  | 4,95  | –     |
| Seggio di coalizione          | Seggio di coalizione            | Seggio di coalizione | Aldo De Luca      | 3 193   | 4,76    | 1                                             |        |       |       |
|                               | Pierluigi Mele                  | Pierluigi Mele       | Pierluigi Mele    | 1 220   | 1,82    | La Rete                                       | 949    | 1,57  | –     |
|                               | Mauro Roccia                    | Mauro Roccia         | Mauro Roccia      | 1 119   | 1,67    | Giovani Gente Città                           | 867    | 1,43  | –     |
|                               | Giovanni Parisi                 | Giovanni Parisi      | Giovanni Parisi   | 1 050   | 1,57    | Partito Pensionati (A)                        | 1 017  | 1,68  | –     |
| Totale                        | Totale                          | 56 207               | 100               | 67 045  | 100     |                                               | 60 420 | 100   | 40    |
|                               |                                 |                      |                   |         |         |                                               |        |       |       |
| Fonte: Ministero dell'interno |                                 |                      |                   |         |         |                                               |        |       |       |

### Marche

#### Macerata
| Candidati                            | Candidati                   | II turno             | II turno          | I turno | I turno | Liste                              | Voti   | %     | Seggi |
| Candidati                            | Candidati                   | Voti                 | %                 | Voti    | %       | Liste                              | Voti   | %     | Seggi |
| ------------------------------------ | --------------------------- | -------------------- | ----------------- | ------- | ------- | ---------------------------------- | ------ | ----- | ----- |
|                                      | Gian Mario Maulo ✔️ Sindaco | 14 838               | 58,84             | 8 458   | 29,94   | Partito Democratico della Sinistra | 2 461  | 10,59 | 10    |
| Città dell'Uomo                      | Gian Mario Maulo ✔️ Sindaco | 14 838               | 58,84             | 8 458   | 29,94   | 1 948                              | 8,38   | 7     |       |
| Partito della Rifondazione Comunista | Gian Mario Maulo ✔️ Sindaco | 14 838               | 58,84             | 8 458   | 29,94   | 1 321                              | 5,69   | 5     |       |
| La Rete                              | Gian Mario Maulo ✔️ Sindaco | 14 838               | 58,84             | 8 458   | 29,94   | 569                                | 2,45   | 2     |       |
|                                      | Evio Hermas Ercoli          | 10 380               | 41,16             | 8 152   | 28,85   | Democrazia Cristiana               | 5 158  | 22,20 | 5     |
| Iniziativa Popolare                  | Evio Hermas Ercoli          | 10 380               | 41,16             | 8 152   | 28,85   | 1 669                              | 7,18   | 1     |       |
| Socialisti per Macerata              | Evio Hermas Ercoli          | 10 380               | 41,16             | 8 152   | 28,85   | 1 026                              | 4,42   | 1     |       |
| Unione di Centro                     | Evio Hermas Ercoli          | 10 380               | 41,16             | 8 152   | 28,85   | 339                                | 1,46   | –     |       |
| Seggio di coalizione                 | Seggio di coalizione        | Seggio di coalizione | 41,16             | 8 152   | 28,85   | 1                                  |        |       |       |
|                                      | Paolo Chessa                | Paolo Chessa         | Paolo Chessa      | 6 594   | 23,34   | Alleanza Democratica               | 2 186  | 9,41  | 2     |
| Lista Civica La Torre                | Paolo Chessa                | Paolo Chessa         | Paolo Chessa      | 6 594   | 23,34   | 1 528                              | 6,58   | 1     |       |
| Sinistra Democratica Territoriale    | Paolo Chessa                | Paolo Chessa         | Paolo Chessa      | 6 594   | 23,34   | 1 067                              | 4,59   | 1     |       |
| Federazione dei Verdi                | Paolo Chessa                | Paolo Chessa         | Paolo Chessa      | 6 594   | 23,34   | 631                                | 2,72   | –     |       |
| Seggio di coalizione                 | Seggio di coalizione        | Seggio di coalizione | Paolo Chessa      | 6 594   | 23,34   | 1                                  |        |       |       |
|                                      | Mario Crucianelli           | Mario Crucianelli    | Mario Crucianelli | 4 675   | 16,55   | Lista Tricolore per Macerata       | 3 024  | 13,01 | 2     |
| Seggio di coalizione                 | Seggio di coalizione        | Seggio di coalizione | Mario Crucianelli | 4 675   | 16,55   | 1                                  |        |       |       |
|                                      | Giuseppe Villa              | Giuseppe Villa       | Giuseppe Villa    | 374     | 1,32    | Cooperazione Sviluppo Territorio   | 308    | 1,33  | –     |
| Totale                               | Totale                      | 25 218               | 100               | 28 253  | 100     |                                    | 23 235 | 100   | 40    |
|                                      |                             |                      |                   |         |         |                                    |        |       |       |
| Fonte: Ministero dell'interno        |                             |                      |                   |         |         |                                    |        |       |       |

### Lazio

#### Roma
| Candidati                               | Candidati                                | Voti                        | %     | Liste                                         | Voti      | %     | Seggi |
| --------------------------------------- | ---------------------------------------- | --------------------------- | ----- | --------------------------------------------- | --------- | ----- | ----- |
|                                         | Francesco Rutelli Accede al ballottaggio | 684.529                     | 39,55 | Partito Democratico della Sinistra            | 233.924   | 18,17 | 18    |
| Federazione dei Verdi                   | Francesco Rutelli Accede al ballottaggio | 684.529                     | 39,55 | 136.753                                       | 10,62     | 10    |       |
| Alleanza per Roma                       | Francesco Rutelli Accede al ballottaggio | 684.529                     | 39,55 | 63.271                                        | 4,91      | 5     |       |
| Lista Pannella                          | Francesco Rutelli Accede al ballottaggio | 684.529                     | 39,55 | 45.082                                        | 3,50      | 3     |       |
|                                         | Gianfranco Fini Accede al ballottaggio   | 619.309                     | 35,78 | Movimento Sociale Italiano - Destra Nazionale | 399.594   | 31,04 | 13    |
| Insieme per Roma                        | Gianfranco Fini Accede al ballottaggio   | 619.309                     | 35,78 | 30.684                                        | 2,38      | -     |       |
| Seggio al candidato sindaco             | Seggio al candidato sindaco              | Seggio al candidato sindaco | 35,78 | 1                                             |           |       |       |
|                                         | Carmelo Caruso                           | 197.801                     | 11,43 | Democrazia Cristiana                          | 154.552   | 12,00 | 5     |
| Unione di Centro                        | Carmelo Caruso                           | 197.801                     | 11,43 | 12.392                                        | 1,12      | -     |       |
| Partito Socialista Democratico Italiano | Carmelo Caruso                           | 197.801                     | 11,43 | 11.333                                        | 0,88      | -     |       |
| Civiltà e Progresso                     | Carmelo Caruso                           | 197.801                     | 11,43 | 3.160                                         | 0,25      | -     |       |
| Seggio al candidato sindaco             | Seggio al candidato sindaco              | Seggio al candidato sindaco | 11,43 | 1                                             |           |       |       |
|                                         | Renato Nicolini                          | 143.364                     | 8,28  | Partito della Rifondazione Comunista          | 90.461    | 7,03  | 2     |
| Liberare Roma                           | Renato Nicolini                          | 143.364                     | 8,28  | 12.798                                        | 0,99      | -     |       |
| Seggio al candidato sindaco             | Seggio al candidato sindaco              | Seggio al candidato sindaco | 8,28  | 1                                             |           |       |       |
|                                         | Vittorio Ripa di Meana                   | 26.064                      | 1,51  | Alleanza Laica Riformista (PSI - PRI)         | 30.818    | 2,39  | 1     |
|                                         | Maria Ida Germontani                     | 11.170                      | 0,68  | Lega Italia Federale                          | 13.726    | 1,07  | -     |
|                                         | Antonio Pappalardo                       | 9.527                       | 0,55  | Solidarietà e Democrazia                      | 9.557     | 0,74  | -     |
|                                         | Laura Scalabrini                         | 9.164                       | 0,53  | Verdi Federalisti                             | 10.531    | 0,82  | -     |
|                                         | Moana Pozzi                              | 8.977                       | 0,52  | Partito dell'Amore                            | 7.228     | 0,56  | -     |
|                                         | Giulio Savelli                           | 4.198                       | 0,24  | Movimento Indipendente per Roma               | 3.373     | 0,26  | -     |
|                                         | Federica Rossi Gasparrini                | 4.075                       | 0,24  | Nuova Italia                                  | 4.685     | 0,36  | -     |
|                                         | Gabriella Carlizzi                       | 2.002                       | 0,23  | Partito Cristiano della Democrazia            | 3.409     | 0,26  | -     |
|                                         | Mirella Cece                             | 1.948                       | 0,12  | Movimento Europeo Liberal Cristiano           | 2.096     | 0,16  | -     |
|                                         | Rosario Caccamo                          | 1.519                       | 0,11  | Movimento Popolare Uomo e Ambiente            | 1.861     | 0,14  | -     |
|                                         | Carlo Olivieri                           | 1.590                       | 0,09  | Alleanza Umanista                             | 1.485     | 0,12  | -     |
|                                         | Pier Vittorio Fiorelli                   | 1.519                       | 0,09  | Diritti e Doveri                              | 1.859     | 0,14  | -     |
|                                         | Rosanna Bartolomei                       | 882                         | 0,05  | Democrazia Corporativista                     | 896       | 0,07  | -     |
| Totale                                  | Totale                                   | 1.730.717                   | 100   |                                               | 1.287.528 | 100   | 60    |

Ballottaggio
| Candidati | Candidati                    | Voti      | %      |
| --------- | ---------------------------- | --------- | ------ |
|           | Francesco Rutelli ✔️ Sindaco | 955.859   | 53,11  |
|           | Gianfranco Fini              | 844.030   | 46,89  |
| Totale    | Totale                       | 1.799.889 | 100,00 |

#### Latina
| Candidati                                    | Candidati                  | II turno             | II turno             | I turno | I turno | Liste                                | Voti   | %     | Seggi |
| Candidati                                    | Candidati                  | Voti                 | %                    | Voti    | %       | Liste                                | Voti   | %     | Seggi |
| -------------------------------------------- | -------------------------- | -------------------- | -------------------- | ------- | ------- | ------------------------------------ | ------ | ----- | ----- |
|                                              | Ajmone Finestra ✔️ Sindaco | 37 870               | 57,46                | 21 092  | 30,40   | Insieme per la Città                 | 13 159 | 21,17 | 20    |
| Gente Nuova                                  | Ajmone Finestra ✔️ Sindaco | 37 870               | 57,46                | 21 092  | 30,40   | 3 129                                | 5,03   | 4     |       |
|                                              | Domenico Di Resta          | 28 042               | 42,54                | 18 069  | 26,04   | Partito Democratico della Sinistra   | 7 950  | 12,79 | 3     |
| Alleanza Riformista                          | Domenico Di Resta          | 28 042               | 42,54                | 18 069  | 26,04   | 3 528                                | 5,68   | 1     |       |
| Federazione dei Verdi - Alleanza Democratica | Domenico Di Resta          | 28 042               | 42,54                | 18 069  | 26,04   | 2 259                                | 3,63   | 1     |       |
| Gruppo Progressista                          | Domenico Di Resta          | 28 042               | 42,54                | 18 069  | 26,04   | 892                                  | 1,43   | –     |       |
| Seggio di coalizione                         | Seggio di coalizione       | Seggio di coalizione | 42,54                | 18 069  | 26,04   | 1                                    |        |       |       |
|                                              | Francesco Davoli           | Francesco Davoli     | Francesco Davoli     | 12 444  | 17,93   | Avvenire Democratico                 | 12 239 | 19,69 | 4     |
| Seggio di coalizione                         | Seggio di coalizione       | Seggio di coalizione | Francesco Davoli     | 12 444  | 17,93   | 1                                    |        |       |       |
|                                              | Michele Pierro             | Michele Pierro       | Michele Pierro       | 11 896  | 17,14   | Democrazia Cristiana                 | 10 275 | 16,53 | 4     |
| Unione Popolare                              | Michele Pierro             | Michele Pierro       | Michele Pierro       | 11 896  | 17,14   | 1 806                                | 2,91   | –     |       |
| Seggio di coalizione                         | Seggio di coalizione       | Seggio di coalizione | Michele Pierro       | 11 896  | 17,14   | 1                                    |        |       |       |
|                                              | Vincenzo Bianchi           | Vincenzo Bianchi     | Vincenzo Bianchi     | 1 614   | 2,33    | Latina Città Nuova                   | 2 282  | 3,67  | –     |
|                                              | Lucio Paperetti            | Lucio Paperetti      | Lucio Paperetti      | 1 038   | 1,50    | Partito della Rifondazione Comunista | 1 151  | 1,85  | –     |
|                                              | Attilio Mallus             | Attilio Mallus       | Attilio Mallus       | 938     | 1,35    | Lega Italia Federale                 | 897    | 1,44  | –     |
|                                              | Maurizio Longo             | Maurizio Longo       | Maurizio Longo       | 836     | 1,20    | Città per Tutti                      | 882    | 1,42  | –     |
|                                              | Salvatore Canzoniero       | Salvatore Canzoniero | Salvatore Canzoniero | 809     | 1,17    | Partito Repubblicano Italiano        | 788    | 1,27  | –     |
|                                              | Giuseppe Tassone           | Giuseppe Tassone     | Giuseppe Tassone     | 650     | 0,94    | La Rete                              | 929    | 1,49  | –     |
| Totale                                       | Totale                     | 65 912               | 100                  | 69 386  | 100     |                                      | 62 166 | 100   | 40    |
|                                              |                            |                      |                      |         |         |                                      |        |       |       |
| Fonte: Ministero dell'interno                |                            |                      |                      |         |         |                                      |        |       |       |

### Abruzzo

#### Chieti
| Candidati                            | Candidati                 | II turno             | II turno         | I turno | I turno | Liste                                         | Voti   | %     | Seggi |
| Candidati                            | Candidati                 | Voti                 | %                | Voti    | %       | Liste                                         | Voti   | %     | Seggi |
| ------------------------------------ | ------------------------- | -------------------- | ---------------- | ------- | ------- | --------------------------------------------- | ------ | ----- | ----- |
|                                      | Nicola Cucullo ✔️ Sindaco | 20 354               | 57,69            | 15 851  | 42,60   | Movimento Sociale Italiano - Destra Nazionale | 12 360 | 36,72 | 24    |
|                                      | Gianfranco Conti          | 14 929               | 42,31            | 12 338  | 33,16   | Alleanza di Progresso                         | 8 529  | 25,34 | 6     |
| Partito della Rifondazione Comunista | Gianfranco Conti          | 14 929               | 42,31            | 12 338  | 33,16   | 2 912                                         | 8,65   | 2     |       |
| Seggio di coalizione                 | Seggio di coalizione      | Seggio di coalizione | 42,31            | 12 338  | 33,16   | 1                                             |        |       |       |
|                                      | Lelio Scopa               | Lelio Scopa          | Lelio Scopa      | 8 194   | 22,02   | Centro Popolare per Chieti                    | 8 955  | 26,60 | 6     |
| Seggio di coalizione                 | Seggio di coalizione      | Seggio di coalizione | Lelio Scopa      | 8 194   | 22,02   | 1                                             |        |       |       |
|                                      | Giacomo Obleiter          | Giacomo Obleiter     | Giacomo Obleiter | 824     | 2,21    | Lega Italia Federale                          | 906    | 2,69  | –     |
| Totale                               | Totale                    | 35 283               | 100              | 37 207  | 100     |                                               | 33 662 | 100   | 40    |
|                                      |                           |                      |                  |         |         |                                               |        |       |       |
| Fonte: Ministero dell'interno        |                           |                      |                  |         |         |                                               |        |       |       |

#### Pescara
| Candidati                            | Candidati                     | II turno             | II turno          | I turno | I turno | Liste                              | Voti   | %     | Seggi |
| Candidati                            | Candidati                     | Voti                 | %                 | Voti    | %       | Liste                              | Voti   | %     | Seggi |
| ------------------------------------ | ----------------------------- | -------------------- | ----------------- | ------- | ------- | ---------------------------------- | ------ | ----- | ----- |
|                                      | Mario Collevecchio ✔️ Sindaco | 40 804               | 60,61             | 32 790  | 42,03   | Partito Democratico della Sinistra | 12 220 | 17,50 | 11    |
| Partito della Rifondazione Comunista | Mario Collevecchio ✔️ Sindaco | 40 804               | 60,61             | 32 790  | 42,03   | 7 429                              | 10,64  | 7     |       |
| Azione Progressista                  | Mario Collevecchio ✔️ Sindaco | 40 804               | 60,61             | 32 790  | 42,03   | 4 137                              | 5,92   | 4     |       |
| Alleanza per Pescara                 | Mario Collevecchio ✔️ Sindaco | 40 804               | 60,61             | 32 790  | 42,03   | 1 925                              | 2,76   | 1     |       |
| La Rete                              | Mario Collevecchio ✔️ Sindaco | 40 804               | 60,61             | 32 790  | 42,03   | 1 334                              | 1,91   | 1     |       |
|                                      | Nicola Cirelli                | 26 515               | 39,39             | 23 966  | 30,72   | Proposta per Pescara               | 17 926 | 25,67 | 7     |
| Costituente Laico-Riformista         | Nicola Cirelli                | 26 515               | 39,39             | 23 966  | 30,72   | 5 381                              | 7,70   | 2     |       |
| Seggio di coalizione                 | Seggio di coalizione          | Seggio di coalizione | 39,39             | 23 966  | 30,72   | 1                                  |        |       |       |
|                                      | Delio Napoleone               | Delio Napoleone      | Delio Napoleone   | 14 477  | 18,56   | Lista Primula                      | 12 523 | 17,93 | 4     |
| Seggio di coalizione                 | Seggio di coalizione          | Seggio di coalizione | Delio Napoleone   | 14 477  | 18,56   | 1                                  |        |       |       |
|                                      | Sebastiano Curcio             | Sebastiano Curcio    | Sebastiano Curcio | 2 010   | 2,58    | Lega Italia Federale               | 1 965  | 2,81  | –     |
|                                      | Mario Di Zenobio              | Mario Di Zenobio     | Mario Di Zenobio  | 1 932   | 2,48    | Nuova Pescara                      | 1 947  | 2,79  | –     |
|                                      | Franco Brunetti               | Franco Brunetti      | Franco Brunetti   | 1 894   | 2,43    | Risveglio Morale                   | 2 142  | 3,07  | –     |
| Seggio di coalizione                 | Seggio di coalizione          | Seggio di coalizione | Franco Brunetti   | 1 894   | 2,43    | 1                                  |        |       |       |
|                                      | Lucia Cieri                   | Lucia Cieri          | Lucia Cieri       | 950     | 1,22    | Nuova Italia                       | 917    | 1,31  | –     |
| Totale                               | Totale                        | 67 319               | 100               | 78 019  | 100     |                                    | 69 846 | 100   | 40    |
|                                      |                               |                      |                   |         |         |                                    |        |       |       |
| Fonte: Ministero dell'interno        |                               |                      |                   |         |         |                                    |        |       |       |

### Campania

#### Benevento
| Candidati                               | Candidati                    | II turno             | II turno         | I turno | I turno | Liste                                 | Voti   | %     | Seggi |
| Candidati                               | Candidati                    | Voti                 | %                | Voti    | %       | Liste                                 | Voti   | %     | Seggi |
| --------------------------------------- | ---------------------------- | -------------------- | ---------------- | ------- | ------- | ------------------------------------- | ------ | ----- | ----- |
|                                         | Pasquale Viespoli ✔️ Sindaco | 27 975               | 71,49            | 13 339  | 31,42   | Lista per Benevento                   | 6 191  | 14,90 | 6     |
|                                         | Donato Del Mese              | 11 155               | 28,51            | 16 939  | 39,90   | Democrazia Cristiana                  | 12 955 | 31,17 | 13    |
| Insieme per la Città (PSI - PLI - PRI)  | Donato Del Mese              | 11 155               | 28,51            | 16 939  | 39,90   | 9 382                                 | 22,57  | 9     |       |
| Partito Socialista Democratico Italiano | Donato Del Mese              | 11 155               | 28,51            | 16 939  | 39,90   | 3 329                                 | 8,01   | 3     |       |
| Unione di Centro Sanniti                | Donato Del Mese              | 11 155               | 28,51            | 16 939  | 39,90   | 536                                   | 1,29   | –     |       |
| Seggio di coalizione                    | Seggio di coalizione         | Seggio di coalizione | 28,51            | 16 939  | 39,90   | 1                                     |        |       |       |
|                                         | Domenica Zanin               | Domenica Zanin       | Domenica Zanin   | 9 944   | 23,43   | Alleanza per Benevento                | 7 101  | 17,09 | 6     |
| Seggio di coalizione                    | Seggio di coalizione         | Seggio di coalizione | Domenica Zanin   | 9 944   | 23,43   | 1                                     |        |       |       |
|                                         | Pompeo Nuzzolo               | Pompeo Nuzzolo       | Pompeo Nuzzolo   | 1 360   | 3,20    | Piazza Grande                         | 1 248  | 3,00  | –     |
| Seggio di coalizione                    | Seggio di coalizione         | Seggio di coalizione | Pompeo Nuzzolo   | 1 360   | 3,20    | 1                                     |        |       |       |
|                                         | Patrizia Bonelli             | Patrizia Bonelli     | Patrizia Bonelli | 472     | 1,11    | Lega Italia Federale                  | 439    | 1,06  | –     |
|                                         | Ignazio Catauro              | Ignazio Catauro      | Ignazio Catauro  | 395     | 0,93    | Movimento Politico Democratico Sannio | 379    | 0,91  | –     |
| Totale                                  | Totale                       | 39 130               | 100              | 42 449  | 100     |                                       | 41 560 | 100   | 40    |
|                                         |                              |                      |                  |         |         |                                       |        |       |       |
| Fonte: Ministero dell'interno           |                              |                      |                  |         |         |                                       |        |       |       |

#### Caserta
| Candidati                     | Candidati               | II turno               | II turno               | I turno | I turno | Liste                                         | Voti   | %     | Seggi |
| Candidati                     | Candidati               | Voti                   | %                      | Voti    | %       | Liste                                         | Voti   | %     | Seggi |
| ----------------------------- | ----------------------- | ---------------------- | ---------------------- | ------- | ------- | --------------------------------------------- | ------ | ----- | ----- |
|                               | Aldo Bulzoni ✔️ Sindaco | 28 395                 | 76,01                  | 18 096  | 40,77   | Alleanza per Caserta Nuova (PDS - La Rete)    | 15 919 | 36,96 | 24    |
|                               | Renato Coppola          | 8 962                  | 23,99                  | 7 627   | 17,18   | Democrazia Cristiana                          | 8 485  | 19,70 | 4     |
| Seggio di coalizione          | Seggio di coalizione    | Seggio di coalizione   | 23,99                  | 7 627   | 17,18   | 1                                             |        |       |       |
|                               | Giovanni Rizzo          | Giovanni Rizzo         | Giovanni Rizzo         | 5 255   | 11,84   | Civitas Lavoro                                | 5 973  | 13,87 | 3     |
| Seggio di coalizione          | Seggio di coalizione    | Seggio di coalizione   | Giovanni Rizzo         | 5 255   | 11,84   | 1                                             |        |       |       |
|                               | Mario De Florio         | Mario De Florio        | Mario De Florio        | 5 136   | 11,57   | Movimento Sociale Italiano - Destra Nazionale | 4 598  | 10,68 | 2     |
| Seggio di coalizione          | Seggio di coalizione    | Seggio di coalizione   | Mario De Florio        | 5 136   | 11,57   | 1                                             |        |       |       |
|                               | Francesco Martusciello  | Francesco Martusciello | Francesco Martusciello | 3 357   | 7,56    | Alternativa per Caserta                       | 2 870  | 6,66  | 1     |
| Seggio di coalizione          | Seggio di coalizione    | Seggio di coalizione   | Francesco Martusciello | 3 357   | 7,56    | 1                                             |        |       |       |
|                               | Antimo Ronzo            | Antimo Ronzo           | Antimo Ronzo           | 2 801   | 6,31    | Uniti per la Città                            | 3 121  | 7,25  | 1     |
| Seggio di coalizione          | Seggio di coalizione    | Seggio di coalizione   | Antimo Ronzo           | 2 801   | 6,31    | 1                                             |        |       |       |
|                               | Saverio Gallo           | Saverio Gallo          | Saverio Gallo          | 1 495   | 3,37    | Partito della Rifondazione Comunista          | 1 409  | 3,27  | –     |
|                               | Finizio Di Tommaso      | Finizio Di Tommaso     | Finizio Di Tommaso     | 620     | 1,40    | Rinascita Casertana                           | 694    | 1,61  | –     |
| Totale                        | Totale                  | 37 357                 | 100                    | 44 387  | 100     |                                               | 43 069 | 100   | 40    |
|                               |                         |                        |                        |         |         |                                               |        |       |       |
| Fonte: Ministero dell'interno |                         |                        |                        |         |         |                                               |        |       |       |

#### Napoli
| Candidati                               | Candidati                    | II turno             | II turno            | I turno | I turno | Liste                                         | Voti    | %     | Seggi |
| Candidati                               | Candidati                    | Voti                 | %                   | Voti    | %       | Liste                                         | Voti    | %     | Seggi |
| --------------------------------------- | ---------------------------- | -------------------- | ------------------- | ------- | ------- | --------------------------------------------- | ------- | ----- | ----- |
|                                         | Antonio Bassolino ✔️ Sindaco | 300 964              | 55,65               | 229 649 | 41,62   | Partito Democratico della Sinistra            | 92 475  | 19,76 | 20    |
| Partito della Rifondazione Comunista    | Antonio Bassolino ✔️ Sindaco | 300 964              | 55,65               | 229 649 | 41,62   | 41 453                                        | 8,86    | 8     |       |
| Federazione dei Verdi                   | Antonio Bassolino ✔️ Sindaco | 300 964              | 55,65               | 229 649 | 41,62   | 18 049                                        | 3,86    | 3     |       |
| Rinascita Socialista                    | Antonio Bassolino ✔️ Sindaco | 300 964              | 55,65               | 229 649 | 41,62   | 12 563                                        | 2,68    | 2     |       |
| La Rete                                 | Antonio Bassolino ✔️ Sindaco | 300 964              | 55,65               | 229 649 | 41,62   | 9 763                                         | 2,09    | 2     |       |
| Alternativa per Napoli                  | Antonio Bassolino ✔️ Sindaco | 300 964              | 55,65               | 229 649 | 41,62   | 6 497                                         | 1,39    | 1     |       |
|                                         | Alessandra Mussolini         | 239 867              | 44,35               | 171 315 | 31,05   | Movimento Sociale Italiano - Destra Nazionale | 145 873 | 31,16 | 12    |
| Seggio di coalizione                    | Seggio di coalizione         | Seggio di coalizione | 44,35               | 171 315 | 31,05   | 1                                             |         |       |       |
|                                         | Massimo Caprara              | Massimo Caprara      | Massimo Caprara     | 77 643  | 14,07   | Democrazia Cristiana                          | 46 730  | 9,98  | 5     |
| Partito Socialista Italiano             | Massimo Caprara              | Massimo Caprara      | Massimo Caprara     | 77 643  | 14,07   | 18 371                                        | 3,92    | 1     |       |
| Partito Socialista Democratico Italiano | Massimo Caprara              | Massimo Caprara      | Massimo Caprara     | 77 643  | 14,07   | 13 882                                        | 2,97    | 1     |       |
| Partito Liberale Italiano               | Massimo Caprara              | Massimo Caprara      | Massimo Caprara     | 77 643  | 14,07   | 6 333                                         | 1,35    | –     |       |
| Seggio di coalizione                    | Seggio di coalizione         | Seggio di coalizione | Massimo Caprara     | 77 643  | 14,07   | 1                                             |         |       |       |
|                                         | Sabatino Santangelo          | Sabatino Santangelo  | Sabatino Santangelo | 47 658  | 8,64    | Alleanza per Napoli                           | 31 818  | 6,80  | 2     |
| Seggio di coalizione                    | Seggio di coalizione         | Seggio di coalizione | Sabatino Santangelo | 47 658  | 8,64    | 1                                             |         |       |       |
|                                         | Alberto Garofalo             | Alberto Garofalo     | Alberto Garofalo    | 6 745   | 1,22    | Servire Napoli                                | 6 824   | 1,46  | –     |
|                                         | Antonio D'Acunto             | Antonio D'Acunto     | Antonio D'Acunto    | 6 076   | 1,10    | Lista Arcobaleno                              | 5 051   | 1,08  | –     |
|                                         | Fortunato Sommella           | Fortunato Sommella   | Fortunato Sommella  | 4 670   | 0,85    | Progetto Napoli Nuova                         | 5 073   | 1,08  | –     |
|                                         | Giuseppe Saggese             | Giuseppe Saggese     | Giuseppe Saggese    | 4 039   | 0,73    | Noi per Napoli                                | 4 014   | 0,86  | –     |
|                                         | Donatella Dufour             | Donatella Dufour     | Donatella Dufour    | 3 920   | 0,71    | Coscienza di Napoli                           | 3 333   | 0,71  | –     |
| Totale                                  | Totale                       | 540 831              | 100                 | 551 715 | 100     |                                               | 468 102 | 100   | 60    |
|                                         |                              |                      |                     |         |         |                                               |         |       |       |
| Fonte: Ministero dell'interno           |                              |                      |                     |         |         |                                               |         |       |       |

#### Salerno
| Candidati                   | Candidati                                | Voti                        | %     | Liste                                         | Voti   | %     | Seggi |
| --------------------------- | ---------------------------------------- | --------------------------- | ----- | --------------------------------------------- | ------ | ----- | ----- |
|                             | Vincenzo De Luca Accede al ballottaggio  | 22.620                      | 23,71 | Progressisti per Salerno                      | 17.829 | 19,68 | 24    |
|                             | Giuseppe Acocella Accede al ballottaggio | 18.918                      | 19,83 | Salerno Progresso                             | 19.223 | 21,22 | 6     |
|                             | Gaetano Colucci                          | 16.739                      | 17,54 | Movimento Sociale Italiano - Destra Nazionale | 11.640 | 12,85 | 3     |
|                             | Filodemo Iannuzzelli                     | 11.469                      | 12,02 | Sviluppo e Solidarietà                        | 4.367  | 4,82  | 1     |
| Federazione dei Verdi       | Filodemo Iannuzzelli                     | 11.469                      | 12,02 | 3.586                                         | 3,96   | -     |       |
| La Rete                     | Filodemo Iannuzzelli                     | 11.469                      | 12,02 | 1.522                                         | 1,68   | -     |       |
| Seggio al candidato sindaco | Seggio al candidato sindaco              | Seggio al candidato sindaco | 12,02 | 1                                             |        |       |       |
|                             | Giovanni Sullutrone                      | 9.786                       | 10,26 | Salerno                                       | 8.413  | 9,29  | 1     |
| Insieme per Salerno         | Giovanni Sullutrone                      | 9.786                       | 10,26 | 4.292                                         | 4,74   | 1     |       |
| Seggio al candidato sindaco | Seggio al candidato sindaco              | Seggio al candidato sindaco | 10,26 | 1                                             |        |       |       |
|                             | Ernesto Manzo                            | 3.849                       | 4,03  | Lista civica salernitana                      | 4.832  | 5,33  | 1     |
|                             | Massimo Bignardi                         | 2.575                       | 2,70  | Partito della Rifondazione Comunista          | 2.427  | 2,68  | -     |
|                             | Vincenzo Cammarota                       | 2.444                       | 2,56  | Lista per Salerno                             | 3.400  | 3,75  | 1     |
|                             | Vilma Fezza Valiante                     | 1.879                       | 1,97  | Cambia Salerno                                | 2.572  | 2,84  | -     |
|                             | Gaetano Parlavecchia                     | 1.735                       | 1,82  | Viva Salerno                                  | 2.037  | 2,25  | -     |
|                             | Salvatore Milo                           | 1.410                       | 1,48  | Progresso Democratico                         | 1.769  | 1,95  | -     |
|                             | Luigi Santorelli                         | 995                         | 1,04  | Salerno Città Nuova                           | 1.347  | 1,49  | -     |
|                             | Serafino Molinari                        | 588                         | 0,62  | Lega Italia Federale                          | 660    | 0,73  | -     |
|                             | Albino Iuzzolino                         | 407                         | 0,43  | Nuove Pagine                                  | 684    | 0,75  | -     |
| Totale                      | Totale                                   | 95.414                      |       |                                               | 90.600 |       | 40    |

Ballottaggio
| Candidati | Candidati                   | Voti   | %      |
| --------- | --------------------------- | ------ | ------ |
|           | Vincenzo De Luca ✔️ Sindaco | 48.154 | 57,91  |
|           | Giuseppe Acocella           | 34.994 | 42,09  |
| Totale    | Totale                      | 83.148 | 100,00 |

### Puglia

#### Taranto
| Candidati                            | Candidati                 | II turno               | II turno               | I turno | I turno | Liste                                         | Voti    | %     | Seggi |
| Candidati                            | Candidati                 | Voti                   | %                      | Voti    | %       | Liste                                         | Voti    | %     | Seggi |
| ------------------------------------ | ------------------------- | ---------------------- | ---------------------- | ------- | ------- | --------------------------------------------- | ------- | ----- | ----- |
|                                      | Giancarlo Cito ✔️ Sindaco | 61 281                 | 52,60                  | 39 555  | 30,33   | Lega d'Azione Meridionale                     | 29 889  | 25,88 | 24    |
|                                      | Gaetano Minervini         | 55 222                 | 47,40                  | 43 886  | 33,65   | Partito Democratico della Sinistra            | 22 135  | 19,17 | 5     |
| Partito della Rifondazione Comunista | Gaetano Minervini         | 55 222                 | 47,40                  | 43 886  | 33,65   | 4 709                                         | 4,08    | 1     |       |
| Unione Federativa Democratica        | Gaetano Minervini         | 55 222                 | 47,40                  | 43 886  | 33,65   | 4 147                                         | 3,59    | 1     |       |
| Federazione dei Verdi                | Gaetano Minervini         | 55 222                 | 47,40                  | 43 886  | 33,65   | 3 000                                         | 2,60    | –     |       |
| Lista Pannella                       | Gaetano Minervini         | 55 222                 | 47,40                  | 43 886  | 33,65   | 2 625                                         | 2,27    | –     |       |
| La Rete                              | Gaetano Minervini         | 55 222                 | 47,40                  | 43 886  | 33,65   | 781                                           | 0,68    | –     |       |
| Seggio di coalizione                 | Seggio di coalizione      | Seggio di coalizione   | 47,40                  | 43 886  | 33,65   | 1                                             |         |       |       |
|                                      | Alfengo Carducci          | Alfengo Carducci       | Alfengo Carducci       | 35 248  | 27,03   | Democrazia Cristiana                          | 21 309  | 18,45 | 4     |
| Patto per Taranto (PSDI - PLI - PRI) | Alfengo Carducci          | Alfengo Carducci       | Alfengo Carducci       | 35 248  | 27,03   | 9 416                                         | 8,15    | 1     |       |
| Rinascita Taranto                    | Alfengo Carducci          | Alfengo Carducci       | Alfengo Carducci       | 35 248  | 27,03   | 5 149                                         | 4,46    | 1     |       |
| Verdi Jonici Phuturia                | Alfengo Carducci          | Alfengo Carducci       | Alfengo Carducci       | 35 248  | 27,03   | 662                                           | 0,57    | –     |       |
| Seggio di coalizione                 | Seggio di coalizione      | Seggio di coalizione   | Alfengo Carducci       | 35 248  | 27,03   | 1                                             |         |       |       |
|                                      | Andrea Guida              | Andrea Guida           | Andrea Guida           | 6 836   | 5,24    | Movimento Sociale Italiano - Destra Nazionale | 6 647   | 5,76  | 1     |
|                                      | Rosario Orlando           | Rosario Orlando        | Rosario Orlando        | 2 277   | 1,75    | Alleanza per Taranto                          | 1 917   | 1,66  | –     |
|                                      | Vito Antonio D'Armento    | Vito Antonio D'Armento | Vito Antonio D'Armento | 1 500   | 1,15    | Movimento Popolari per Taranto                | 1 877   | 1,63  | –     |
|                                      | Claudio Basi              | Claudio Basi           | Claudio Basi           | 681     | 0,52    | Progetto Taranto per Taranto                  | 861     | 0,75  | –     |
|                                      | Cinzia Dimitri            | Cinzia Dimitri         | Cinzia Dimitri         | 421     | 0,32    | Lega Italia Federale                          | 372     | 0,32  | –     |
| Totale                               | Totale                    | 116 503                | 100                    | 130 404 | 100     |                                               | 115 496 | 100   | 40    |
|                                      |                           |                        |                        |         |         |                                               |         |       |       |
| Fonte: Ministero dell'interno        |                           |                        |                        |         |         |                                               |         |       |       |

### Calabria

#### Cosenza
| Candidati                               | Candidati                  | II turno             | II turno            | I turno | I turno | Liste                              | Voti   | %     | Seggi |
| Candidati                               | Candidati                  | Voti                 | %                   | Voti    | %       | Liste                              | Voti   | %     | Seggi |
| --------------------------------------- | -------------------------- | -------------------- | ------------------- | ------- | ------- | ---------------------------------- | ------ | ----- | ----- |
|                                         | Giacomo Mancini ✔️ Sindaco | 21 601               | 58,58               | 8 297   | 18,04   | Cosenza Domani                     | 4 167  | 9,91  | 16    |
| Lista Cosenza                           | Giacomo Mancini ✔️ Sindaco | 21 601               | 58,58               | 8 297   | 18,04   | 2 316                              | 5,51   | 8     |       |
|                                         | Piero Carbone              | 15 272               | 41,42               | 9 615   | 20,91   | Popolari Cosenza                   | 5 688  | 13,53 | 3     |
| Liberali e Socialisti Europei           | Piero Carbone              | 15 272               | 41,42               | 9 615   | 20,91   | 2 374                              | 5,65   | 1     |       |
| Partito Socialista Democratico Italiano | Piero Carbone              | 15 272               | 41,42               | 9 615   | 20,91   | 1 832                              | 4,36   | 1     |       |
| Idea per la Città                       | Piero Carbone              | 15 272               | 41,42               | 9 615   | 20,91   | 1 058                              | 2,52   | –     |       |
| Seggio di coalizione                    | Seggio di coalizione       | Seggio di coalizione | 41,42               | 9 615   | 20,91   | 1                                  |        |       |       |
|                                         | Giuseppe Mazzotta          | Giuseppe Mazzotta    | Giuseppe Mazzotta   | 7 225   | 15,71   | Partito Democratico della Sinistra | 3 592  | 8,55  | 1     |
| Partito della Rifondazione Comunista    | Giuseppe Mazzotta          | Giuseppe Mazzotta    | Giuseppe Mazzotta   | 7 225   | 15,71   | 1 954                              | 4,65   | 1     |       |
| Federazione dei Verdi                   | Giuseppe Mazzotta          | Giuseppe Mazzotta    | Giuseppe Mazzotta   | 7 225   | 15,71   | 1 047                              | 2,49   | –     |       |
| Seggio di coalizione                    | Seggio di coalizione       | Seggio di coalizione | Giuseppe Mazzotta   | 7 225   | 15,71   | 1                                  |        |       |       |
|                                         | Giuseppe Gentile           | Giuseppe Gentile     | Giuseppe Gentile    | 6 934   | 15,08   | Patto per la Città                 | 6 915  | 16,45 | 3     |
| Seggio di coalizione                    | Seggio di coalizione       | Seggio di coalizione | Giuseppe Gentile    | 6 934   | 15,08   | 1                                  |        |       |       |
|                                         | Tommaso Arnoni             | Tommaso Arnoni       | Tommaso Arnoni      | 6 110   | 13,29   | Impegno Civico                     | 4 375  | 10,41 | 1     |
| Seggio di coalizione                    | Seggio di coalizione       | Seggio di coalizione | Tommaso Arnoni      | 6 110   | 13,29   | 1                                  |        |       |       |
|                                         | Antonino Oliva             | Antonino Oliva       | Antonino Oliva      | 2 927   | 6,37    | Solidarietà e Rinnovamento         | 2 623  | 6,24  | –     |
| Seggio di coalizione                    | Seggio di coalizione       | Seggio di coalizione | Antonino Oliva      | 2 927   | 6,37    | 1                                  |        |       |       |
|                                         | Walter Aversa              | Walter Aversa        | Walter Aversa       | 1 361   | 2,96    | Movimento Federale Calabria Libera | 1 096  | 2,61  | –     |
|                                         | Paride Leporace            | Paride Leporace      | Paride Leporace     | 1 233   | 2,68    | Ciroma                             | 981    | 2,33  | –     |
|                                         | Maximiliano Granata        | Maximiliano Granata  | Maximiliano Granata | 1 034   | 2,25    | La Svolta                          | 909    | 2,16  | –     |
|                                         | Roberto Bernaudo           | Roberto Bernaudo     | Roberto Bernaudo    | 939     | 2,04    | Libera Azione                      | 823    | 1,96  | –     |
|                                         | Ercole Romano Porco        | Ercole Romano Porco  | Ercole Romano Porco | 307     | 0,67    | Lega Italia Federale               | 281    | 0,67  | –     |
| Totale                                  | Totale                     | 36 873               | 100                 | 45 982  | 100     |                                    | 42 031 | 100   | 40    |
|                                         |                            |                      |                     |         |         |                                    |        |       |       |
| Fonte: Ministero dell'interno           |                            |                      |                     |         |         |                                    |        |       |       |

### Sicilia

#### Palermo
| Candidati | Candidati                                                     | Voti    | %     |
| --------- | ------------------------------------------------------------- | ------- | ----- |
|           | Leoluca Orlando ✔️ Sindaco (Rete - Ricostruire Palermo - PRC) | 291.976 | 75,18 |
|           | Elda Pucci (DC - Forum)                                       | 63.277  | 16,29 |
|           | Alfonso Giordano (UdC)                                        | 23.762  | 6,12  |
|           | Salvatore Raneli (Mov. Dem. Siciliano)                        | 5.465   | 1,41  |
|           | Giuseppe La Barbera (Lega Italia Federale)                    | 3.870   | 1,00  |
| Totale    | Totale                                                        | 388.350 |       |

| Liste                                                | Liste                                         | Voti    | %     | Seggi |
| ---------------------------------------------------- | --------------------------------------------- | ------- | ----- | ----- |
|                                                      | La Rete                                       | 121.311 | 32,63 | 19    |
| Ricostruire Palermo (PDS - Verdi - Città per l'Uomo) | 36.930                                        | 9,93    | 6     |       |
| Nuovo Modo                                           | 21.730                                        | 5,85    | 3     |       |
| Cattolici Democratici per Palermo                    | 21.174                                        | 5,70    | 3     |       |
| Partito della Rifondazione Comunista                 | 9.107                                         | 2,45    | 1     |       |
|                                                      | Democrazia Cristiana                          | 49.235  | 13,24 | 8     |
| Forum (Patto - PRI - PSI - AD)                       | 43.142                                        | 11,60   | 6     |       |
|                                                      | Unione di Centro                              | 25.353  | 6,82  | 2     |
|                                                      | Movimento Sociale Italiano - Destra Nazionale | 13.752  | 3,70  | 1     |
|                                                      | Partito Socialista Democratico Italiano       | 9.706   | 2,61  | 1     |
|                                                      | Lega Italia Federale                          | 7.353   | 1,98  | -     |
|                                                      | Movimento Democratico Siciliano               | 4.972   | 1,34  | -     |
|                                                      | Lega Sicilia Federale                         | 4.058   | 1,09  | -     |
|                                                      | Solidarietà Democratica                       | 2.523   | 0,68  | -     |
|                                                      | Fascismo e Libertà                            | 1.423   | 0,38  | -     |
| Totale                                               | Totale                                        | 371.769 |       | 50    |

#### Caltanissetta
| Candidati | Candidati                                                           | Voti | %    |
| --------- | ------------------------------------------------------------------- | ---- | ---- |
|           | Michele Campione (PDS - PRC - Rete) Accede al ballottaggio          |      | 37,1 |
|           | Giuseppe Mancuso (Alleanza per la Rinascita) Accede al ballottaggio |      | 34,1 |
|           | Maurizio Vancheri (DC - Centro Democratico)                         |      | 18,0 |
|           | Eugenio Candura (Coalizione Democratica)                            |      | 10,8 |
| Totale    |                                                                     |      |      |

| Liste                                | Liste                                      | Voti | %    | Seggi |
| ------------------------------------ | ------------------------------------------ | ---- | ---- | ----- |
|                                      | Patto per la Città (PDS)                   |      | 22,1 | 9     |
| La Rete                              |                                            | 9,5  | 3    |       |
| Partito della Rifondazione Comunista |                                            | 8,3  | 2    |       |
|                                      | Democrazia Cristiana                       |      | 22,5 | 7     |
| Centro Democratico                   |                                            | 9,5  | 3    |       |
|                                      | Alleanza per la Rinascita di Caltanissetta |      | 17,2 | 4     |
|                                      | Coalizione Democratica                     |      | 10,9 | 2     |
| Totale                               | Totale                                     |      |      | 30    |

Ballottaggio
| Candidati | Candidati                   | Voti | %      |
| --------- | --------------------------- | ---- | ------ |
|           | Giuseppe Mancuso ✔️ Sindaco |      | 51,7   |
|           | Michele Campione            |      | 48,3   |
| Totale    | Totale                      |      | 100,00 |